# Tristan och Isolde (opera)

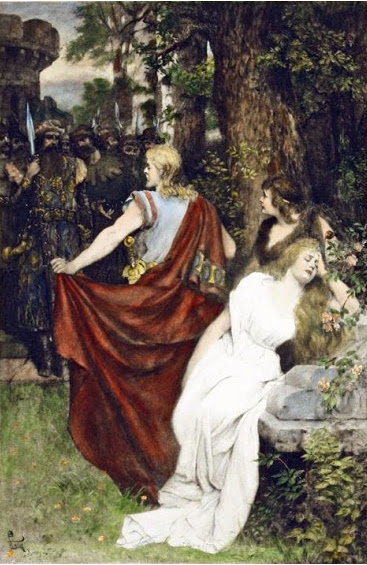
Ferdinand Leeke (1859–1922)

Tristan och Isolde WWV 90 (Tyska: Tristan und Isolde) är en tysk opera (musikdrama) i tre akter med musik och text av Richard Wagner. Librettot bygger löst på berättelsen om Tristan och Isolde, en medeltida keltisk saga, som bland annat var grunden till Gottfried von Strassburgs berömda versroman Tristan från ca 1210, vilken i Simrocks översättning från 1855 inspirerade Wagner. Även nyare bearbetningar av materialet, bland annat av August von Platen och andra använde Wagner. Dessutom inspirerades Wagner av handlingen och motiven i Novalis Hymnen an die Nacht. Wagners komponerande av Tristan och Isolde inspirerades delvis av Arthur Schopenhauers filosofi, särskilt hans bok Världen som vilja och föreställning (Die Welt als Wille und Vorstellung), liksom av hans relation till sin musa Mathilde Wesendonck. Operan, som utforskar existentiella teman som människans omättliga strävan och den transcendentala naturen hos en högsta kärlek bortom döden, införlivar andlighet från kristen mystik samt vedantisk och buddhistisk metafysik, ämnen som också intresserade Schopenhauer. Som sådan var Wagner en av de tidigaste västerländska konstnärerna som introducerade begrepp från de dharmiska religionerna i sina verk.
Tristan och Isolde är allmänt erkänd som en av den västerländska konstmusikens största bedrifter, och den fängslar publiken med ett filosofiskt djup som vanligtvis inte förknippas med opera, och den "fruktansvärda och ljuva oändligheten" i dess musikalisk-poetiska språk. Dess avancerade harmonik, som omedelbart tillkännagavs av det berömda inledande Tristanackordet i förspelet, markerar ett avgörande ögonblick i den moderna musikens prekognition, kännetecknad av oöverträffad användning av kromatik, tonal tvetydighet, orkesterfärg och långvarig harmonisk uthållighet. Även om dessa innovationer till en början delade publiken, växte operan i popularitet och blev enormt inflytelserik bland västerländska klassiska kompositörer, och gav direkt inspiration till Anton Bruckner, Gustav Mahler, Richard Strauss, Alban Berg, Arnold Schönberg och Benjamin Britten. Andra tonsättare som Claude Debussy, Maurice Ravel och Igor Stravinskij formade sina stilar i kontrast till Wagners musikaliska arv.
Musiken skapades 1854 och komponerades mellan 1857 och 1859 och hade premiär på Königliches Hoftheater und Nationaltheater i München den 10 juni 1865 med Hans von Bülow som dirigent. Medan den framfördes av operasällskap föredrog Wagner termen Handlung (tyska för "handling") för Tristan för att särskilja dess struktur av kontinuerligt narrativt flöde ("ändlös melodi") till skillnad från den konventionella operan vid den tiden som var uppbyggd av vardagliga recitativ avbrutna av paradarior, som Wagner hade kommit att betrakta med stort förakt.
Operans effektiva längd är drygt fyra timmar, eller fem timmar med pauser. Sångstämmorna hanteras som musikinstrument till skillnad från samtida opera. Isoldes och Tristans partier kräver dramatiska och mycket uthålliga röster samt stark psykisk och fysisk kondition hos sångarna och flera sångare betraktar därför rollerna som röstdödare. Kirsten Flagstad och Birgit Nilsson tillhör de mest uppskattade i rollen som Isolde. Vid konserter framförs ofta Förspelet tillsammans med slutscenen Isoldes kärleksdöd (med eller utan sopran). Musiken i verket betraktas som höjdpunkten i den senromantiska tyska musiken, på grund av sin avancerade och originella harmonik och kromatik som, tillsammans med mästerlig symfonisk användning av orkestern, flyttade fram musikens gränser och blev förebild för flera senare kompositörer.

## Kompositionshistorik
Wagner tvingades lämna sin position som dirigent för Dresdenoperan 1849, eftersom det fanns en arresteringsorder uppsatt för hans deltagande i den misslyckade majrevolutionen 1848. Han lämnade sin hustru Minna i Dresden och flydde till Zürich. Där träffade han 1852 den förmögne sidenhandlaren Otto Wesendonck. Wesendonck blev en anhängare av Wagner och finansierade kompositören under flera år. Wesendoncks hustru Mathilde blev förälskad i kompositören. Kärleksförhållandet (platoniskt eller verkligt) mellan Wagner och Mathilde återspeglas även i Wagners konstnärliga skapande. Av Mathildes litterära verk tonsatte han Fünf Gedichte, och förbindelsen påverkade även arbetet med Tristan och Isolde. Hans sånger till Mathilde Wesendoncks dikter (Wesendonck-Lieder) kan betraktas som en förstudie till Tristan och Isolde, då de lånar meloditemata och harmoniken till denna. Kompositionsskisserna till första akten, som blev klar i slutet av 1857, inledde Wagner med en hyllningsdikt till Mathilde. Affären ledde till sist till en skandal. 
Återupptäckten av den medeltida germanska poesin, inklusive Gottfried von Strassburgs version av Tristan, Nibelungenlied och Wolfram von Eschenbachs Parzival, lämnade ett stort inflytande på de tyska romantiska rörelserna under mitten av 1800-talet. Berättelsen om Tristan och Isolde är en typisk romans om medeltiden och renässansen. Det finns flera versioner av berättelsen, den tidigaste daterad till mitten av 1100-talet. Gottfrieds version, som var en del av den "höviska" grenen av legenden, hade ett stort inflytande på senare tysk litteratur.

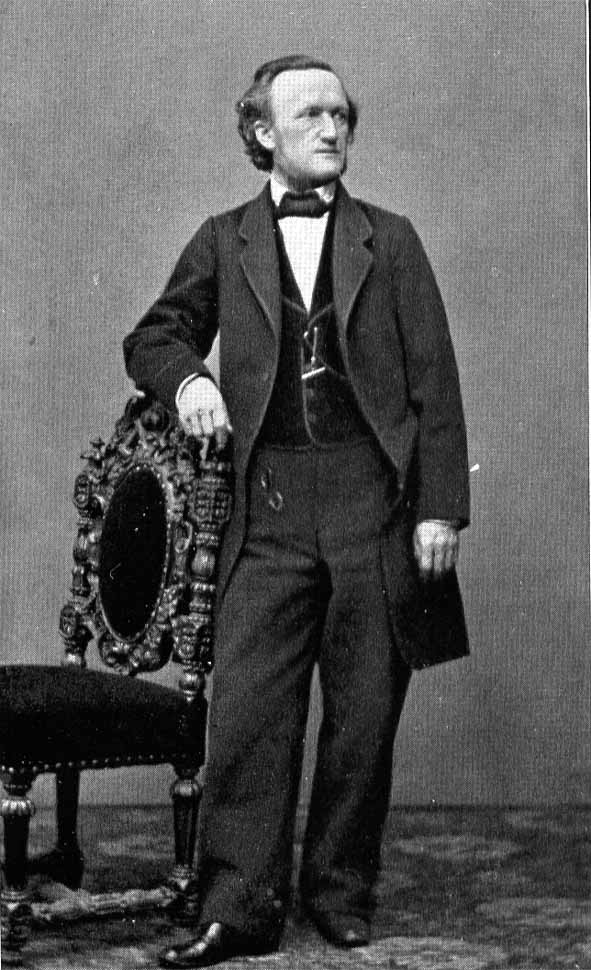
Richard Wagner 1864

Enligt sin självbiografi Mein Leben bestämde sig Wagner för att dramatisera Tristan-legenden efter att hans vän, Karl Ritter, försökte göra det och skrev att:
Han hade i själva verket gjort en poäng av att framhäva de ljusare faserna i romanen, medan det var dess allt genomsyrande tragedi som gjorde ett så djupt intryck på mig att jag kände mig övertygad om att den skulle framträda i djärv relief, oavsett små detaljer.
Detta inflytande, tillsammans med hans upptäckt av Arthur Schopenhauers filosofi i oktober 1854, ledde till att Wagner befann sig i en "allvarlig stämning skapad av Schopenhauer, som försökte finna ett extatiskt uttryck. Det var en sådan stämning som inspirerade till idén till en Tristan och Isolde."
Wagner skrev om sina bekymmer med Schopenhauer och Tristan i ett brev till Franz Liszt (16 december 1854):
Aldrig i mitt liv, då jag har åtnjutit kärlekens sanna lycka, skall jag resa ett minnesmärke över denna den skönaste av alla drömmar, i vilken kärleken, från den första till den sista, för en gångs skull skall finna fullständig fulländning. Jag har i mitt sinne tänkt ut en Tristan och Isolde, den enklaste, men mest fullblodiga musikaliska föreställning man kan tänka sig, och med den "svarta fanan" som vajar i slutet ska jag skyla mig över – att dö.
I slutet av 1854 hade Wagner skissat upp alla tre akterna i en opera med Tristan-tema, baserad på Gottfried von Strassburgs berättelse om historien. De tidigaste skisserna är från december 1856, men det var inte förrän i augusti 1857 som Wagner började ägna sig helt åt operan och åsidosatte kompositionen av Siegfried för att göra det. Den 20 augusti påbörjade han prosaskissen till operan, och librettot (eller dikten, som Wagner föredrog att kalla det) var färdigt den 18 september. Wagner hade vid denna tid flyttat in i en stuga som byggts på tomten till Wesendoncks villa. En kväll i september samma år läste Wagner den färdiga dikten "Tristan" för en publik som inkluderade hans fru Minna, hans nuvarande musa, Mathilde, och hans blivande älskarinna (och senare fru), Cosima Bülow.
I oktober 1857 hade Wagner påbörjat kompositionsskissen till första akten. I november tonsatte han dock fem av Mathildes dikter, de som i dag är kända som Wesendonck-Lieder. Detta var ett ovanligt grepp av Wagner, som nästan aldrig tonsatte andra poetiska texter än sina egna. Wagner beskrev två av sångerna – "Im Treibhaus" och "Träume" – som "Studier till Tristan och Isolde": "Träume" använder ett motiv som bildar kärleksduetten i akt 2 av Tristan, medan "Im Treibhaus" introducerar ett tema som senare blev upptakten till akt 3. Men Wagner bestämde sig för att skriva Tristan först efter att han i januari 1858 hade säkrat ett förlagsavtal med den Leipzigbaserade firman Breitkopf & Härtel. Från och med nu avslutade Wagner varje akt och skickade iväg den för tryckning innan han började på nästa – en anmärkningsvärd bedrift med tanke på partiturets oöverträffade längd och komplexitet.
I april 1858 snappade Wagners hustru Minna upp ett brev från Wagner till Mathilde, och trots Wagners protester om att hon gjorde en "vulgär tolkning" av brevet, anklagade hon först Wagner och sedan Mathilde för trohet. Efter att ha uthärdat mycket elände övertalade Wagner Minna, som hade ett hjärtfel, att vila på ett spa medan Otto Wesendonck tog Mathilde till Italien. Det var under de två kvinnornas frånvaro som Wagner påbörjade kompositionsskissen till andra akten av Tristan. Minnas återkomst i juli 1858 gjorde dock inte saken bättre, och den 17 augusti var Wagner tvungen att lämna både Minna och Mathilde och flytta till Venedig.
Wagner skulle senare beskriva sina sista dagar i Zürich som "ett veritabelt". Minna skrev till Mathilde innan hon reste till Dresden:
Jag måste säga dig med ett blödande hjärta att du har lyckats skilja min man från mig efter nästan tjugotvå års äktenskap. Må denna ädla gärning bidra till din sinnesfrid, till din lycka.
Wagner avslutade andra akten av Tristan under sin åtta månader långa exil i Venedig, där han bodde i Palazzo Giustinian. I mars 1859 flyttade Wagner till Luzern där han av rädsla för att bli utlämnad till Sachsen, där han fortfarande betraktades som en flykting. I Luzern komponerade han den sista akten och fullbordade den i augusti 1859.

### Musikaliska källor
Åren 1850/51 skrev Wagner sitt huvudsakliga dramateoretiska verk "Oper und Drama", i vars tredje del han behandlade sina kommande operor under rubriken "Framtidens drama". Efter att ha avslutat Tristan och Isolde sade han: "Jag tillåter nu att de strängaste krav ställs på detta arbete, som följer av mina teoretiska påståenden". En av grundtankarna i hans teori om musikdramatik är att orkestern inte längre bara ska ackompanjera sången, utan måste höjas till symfonins nivå. Ludwig van Beethovens symfonier hade därmed blivit referenspunkter för Wagners dramatiska orkesterspråk. År 1879 uttryckte han det så här: "Den nya formen av dramatisk musik måste, för att kunna forma ett konstverk som musik, ha symfonisatsens enhet."
Wagner var motståndare till den italienska nummeroperan. Han tyckte bättre om operor där det sjungna ordet och de dramatiska händelserna var avgörande. Han inkluderade operor av Christoph Willibald Gluck, t.ex. Orfeus och Eurydike och Ifigenia i Aulis, och (med begränsningar) mästerverk av Wolfgang Amadeus Mozart, särskilt hans Don Giovanni. Wagner tillskrev Carl Maria von Webers Friskytten en särskild roll i utvecklingen av en tyskspråkig opera. Andra viktiga föregångare till Tristan och Isolde var Wagners egna romantiska operor Den flygande holländaren, Tannhäuser och Lohengrin. 
Franz Liszts symfoniska dikter kan tillskrivas ett direkt inflytande på Wagners kompositionsteknik. Wagner skrev 1857 en avhandling om denna verkgrupp, där han särskilt berömde instrumentens och orkesterns utvecklade språkliga förmåga. Han hade också utbildat sig i Liszts harmoniska språk. Wagner sade till Hans von Bülow den 7 oktober 1859: "att jag sedan min bekantskap med Liszts kompositioner har blivit en helt annan harmoniker än jag var tidigare. Partituret till Tristan och Isolde kan vittna om detta."

## Uppförandehistorik
Tristan och Isolde visade sig vara en svår opera att sätta upp, och Wagner övervägde olika möjligheter för scenen. Verket skulle ursprungligen ha uruppförts i Rio de Janeiro, sedan i Karlsruhe, sedan i Paris och slutligen 1863 på Wiener Hofoper, Dresden och Weimar. Alla dessa försök misslyckades. Det var endast det generösa och ovillkorliga stödet från kung Ludvig II av Bayern som gjorde det möjligt att genomföra det ambitiösa arbetet i München 1865.
Rio de Janeiro

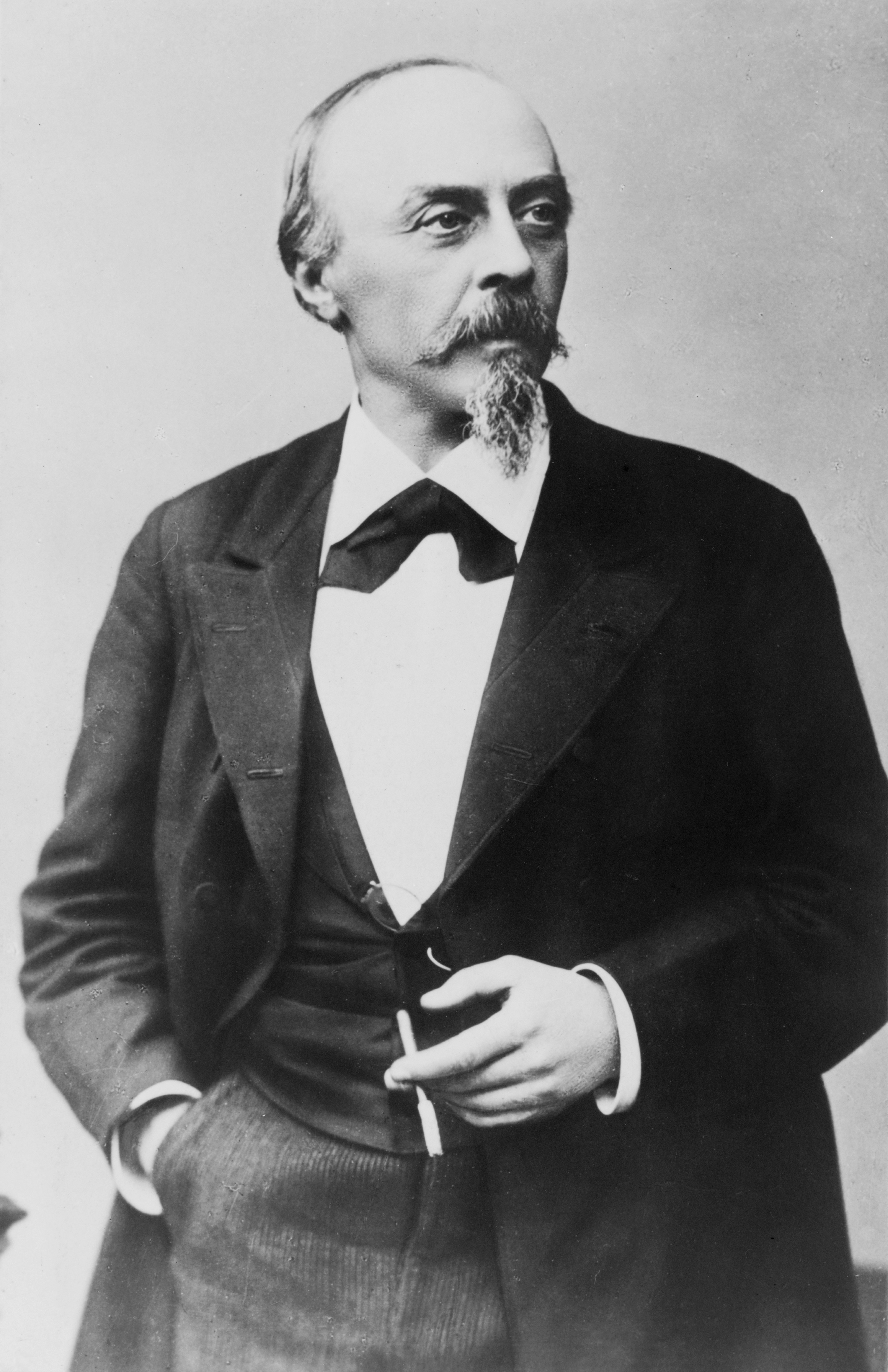
Fotografi av Hans von Bülow, som dirigerade premiären

År 1857 blev Wagner inbjuden av en representant för kejsare Peter II av Brasilien, att sätta upp hans operor i Rio de Janeiro (på italienska, språket i den kejserliga operan). Han berättade för Liszt att han övervägde att bosätta sig i Rio, och att den staden skulle få äran att premiärspela Tristan. Wagner sände inbundna kopior av sina tidigare operor till kejsaren för att visa sitt intresse, men det blev inget mer av planen. Han föreslog då att premiären skulle äga rum i Strasbourg, efter att storhertiginnan Louise av Baden visat intresse för projektet. Återigen misslyckades projektet med att genomföras. Tankarna gick då till Paris, operavärldens centrum i mitten av 1800-talet. Efter en katastrofal uppsättning av Tannhäuser på Parisoperan erbjöd Wagner verket till operan i Karlsruhe 1861.
Karlsruhe
Ett datum hade redan fastställts för den planerade premiären i Karlsruhe, den 3 december 1859, på storhertiginnan Louises födelsedag. Ludwig Schnorr von Carolsfeld och Malvina Garrigues var planerade som Tristan och Isolde. I ett brev till sin hustru Minna i oktober 1859 angående planerna i Karlsruhe beklagade Wagner: "Ingen annan än den röstlöse Garrigues för Isolde. Detta har inte ens beslutats ännu. Många saker är för låga för henne, för hon kan bara göra sig hörd i höjden." Premiären ägde inte rum i Karlsruhe. Förmodligen misslyckades det därför att den utpekade Tristan, "trots all sin hängivenhet till sin uppgift", misströstade om genomförbarheten av den sista delen av den tredje akten.
Wien
Ett andra försök att framföra operan i Karlsruhe med sångarna misslyckades eftersom Hofoper i Wien inte ville släppa sina sångare för birollerna, utan ville uruppföra hela operan. Även i Wien hade en dag för premiären redan fastställts, den 1 oktober 1861. Men sångaren Alois Ander, som skulle ha sjungt Tristan, visade sig oförmögen att lära sig rollen och tappade rösten och uppsättningen fick skjutas upp på nytt. Under Wagners vistelse i Biebrich i Hessen, nu en stadsdel i Wiesbaden, bodde Malvina och Ludwig Schnorr von Carolsfeld hos kompositören i fjorton dagar i juli 1862. Under Wagners ledning och med Hans von Bülow vid pianot repeterade de titelrollerna i Tristan och Isolde där – inför den planerade vinterpremiären i Dresden. I Wien, där repetitionerna började på hösten samma år, gjordes titelrollerna fortfarande av Alois Ander och Marie Louise Dustmann-Meyer, men Wagner förhandlade också i hemlighet med Ludwig Schnorr von Carolsfeld om ett gästspel i Wien för att ta över Tristan. Han fick dock bara permission för januari 1863. Repetitionerna i Wien försenades igen och därmed blev Schnorrs engagemang obsolet. Ander förlorade sin röst igen, varpå Dustmann blev sjuk och till slut avbröts Wienpremiären. Trots över 77 repetitioner mellan 1862 och 1864 kunde Tristan och Isolde inte sättas upp i Wien.
Dresden, Weimar
I planerna för premiärerna i Dresden respektive Weimar samt för ett gästspel av Wienuppsättningen i Prag var Malvina och Ludwig Schnorr von Carolsfeld alltid tänkta för huvudrollerna, men de misslyckades alla. Från och med då ansågs operan vara ospelbar. [15]
München
Det var först efter att kung Ludvig II av Bayern blev fadder till Wagner (han gav kompositören ett generöst stipendium och stödde Wagners konstnärliga strävanden på andra sätt) som man kunde hitta tillräckliga resurser för att sätta upp uruppförandet av Tristan och Isolde. Hans von Bülow valdes ut att dirigera uppsättningen på Nationaltheater i München, trots att Wagner hade en affär med hans fru Cosima. Även då fick den planerade premiären den 15 maj 1865 skjutas upp tills Isolde, Malvina Schnorr von Carolsfeld, hade återhämtat sig från hesheten och hennes make var tillbaka från sin semester. Wagner erbjöd rollen som Isolde i ett brev till den tyska sopranen Therese Tietjens, som vid den tiden huvudsakligen sjöng i London, men beskrev senare dessa planer för pressen som felaktiga och hänvisade till valet av Malvina Schnorr von Carolsfeld. Kung Marke skulle ursprungligen tas över av Anton Mitterwurzer, en vän till Wagner. Han föredrog dock rollen som Kurwenal och fick den. Valet föll på Anna Deinet till Brangäne. Kung Marke skulle anförtros den Münchenbaserade basen August Kindermann, som hade förkroppsligat Wotan i uruppförandena av Rhenguldet och Valkyrian 1869 och 1870. Rollen sjöngs dock av Ludwig Zottmayr.

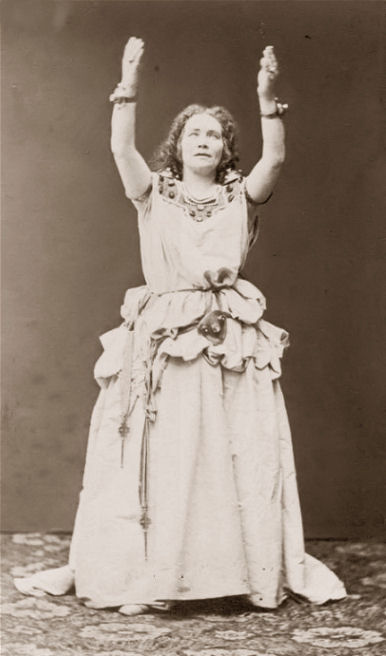
Malvina Schnorr von Carolsfeld als Isolde, München 1865

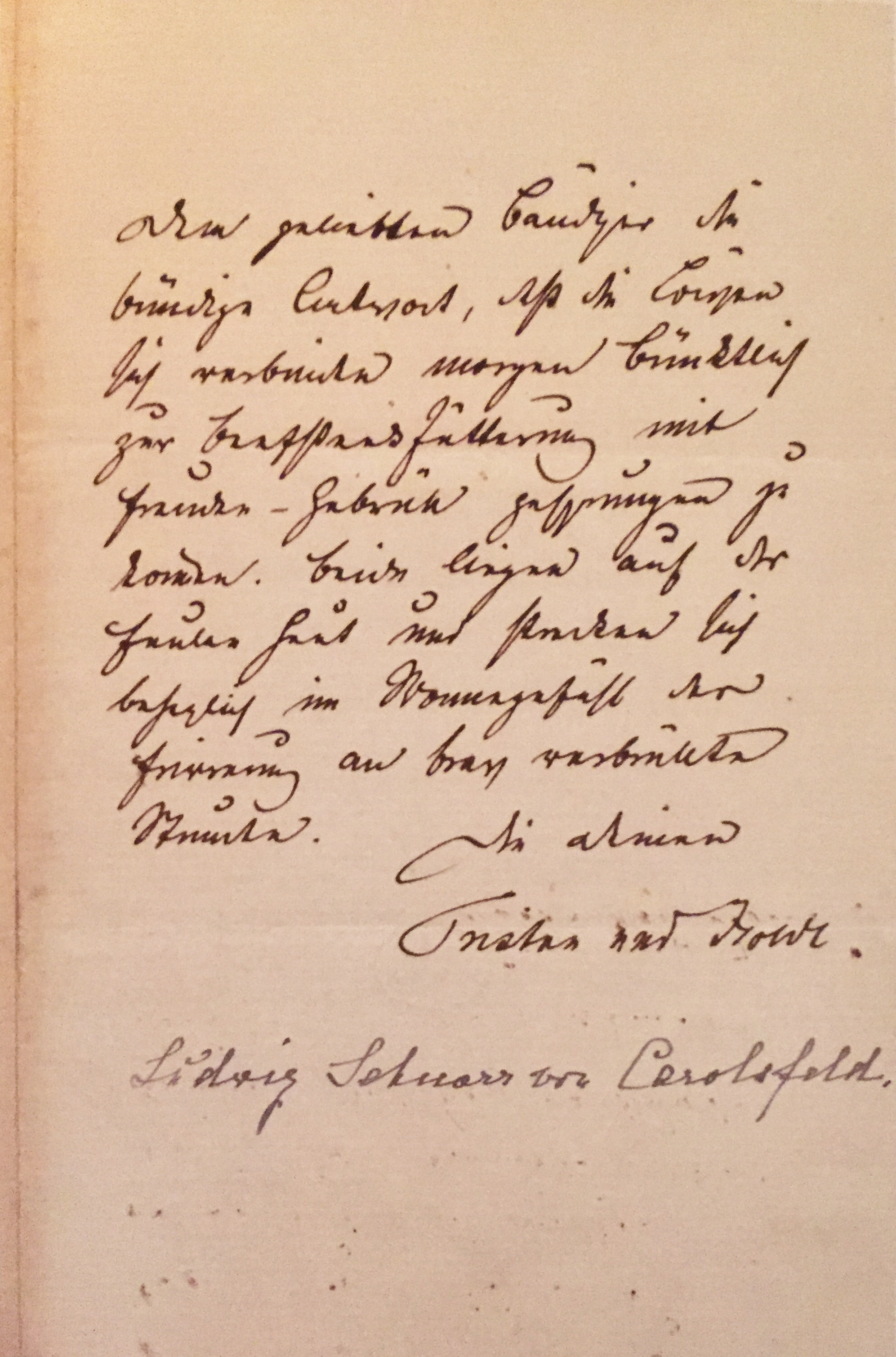
Brev från Ludwig Schnorr von Carolsfeld till Richard Wagner, 1865

De första repetitionerna gick tillfredsställande. Akustiken i den ursprungligen planerade Residenztheater visade sig vara ogynnsam, vilket var anledningen till att premiären flyttades till den större Nationaltheater. Den 10 april 1865, samma dag som orkestern skulle repetera, föddes Cosimas och Richards första dotter, Isolde. Hon skrevs in i dopboken som legitim dotter till Hans och Cosima von Bülow, Richard Wagner var dopvittne. Generalrepetitionen den 11 maj – i närvaro av kungen och 600 inbjudna gäster – var redan för textförfattaren och kompositören "det omöjligas uppfyllelse", men för att skingra alla sista tvivel planerade han in en andra "hemlig" generalrepetition den 13 maj, under vilken sångarna bara sjöng mezza voce, med en halv röststyrka. Dagen för premiären började för Richard Wagner med att hans möbler beslagtogs, efter att han dagen innan hade fått veta att hans hustru Minna, som befann sig i Dresden, snart skulle dö. Till råga på allt knackade Ludwig Schnorr von Carolsfeld på hans dörr och erkände för honom i tårar att hans hustru inte kunde sjunga den dagen på grund av sin heshet, som förvärrats av ett ångbad kvällen innan. En källa kallade det "förkylning och hjärtsmärtor", andra för "heshet". Sångarna reste till Bad Reichenhall för att få ett botemedel, och premiärgästerna som hade rest från halva Europa lämnade München igen. I skvallerpressen i München florerade spekulationer om den verkliga orsaken till avbokningen.
Wagner uppmuntrade outtröttligt sina "lejon", ibland kallade sitt "älskade humlepar", i brev, och den 10 juni 1865 kunde premiären faktiskt äga rum. Ett stort antal premiärgäster kom till evenemanget igen, och påståendet att verket inte skulle kunna framföras motbevisades av de faktiska bevisen. Publiken var överväldigad, pressen splittrad. De vokala prestationerna lovordades allmänt, endast verkets "oanständighet", som bygger på förräderi, förebråddes. Ludwig Schnorr von Carolsfeld skrev till sin far nästa dag:
"Effekten var enorm, en effekt som ökade oavbrutet från första till sista akten. Efter varje akt ropades vi in två gånger, efter sista akten ledde vi Wagner mitt ibland oss. Det ögonblick då vi stod hand i hand med den älskade Mästaren, efter att gärningen hade utförts, efter att ha besegrat alla de svårigheter och hinder som alltid hade framställts som oöverstigliga, när vi grät lycksaliga tårar – detta ögonblick kommer att leva friskt och stärkande i vårt minne tills alla tankar kommer till ett slut. Men förutom den högsta lyckan känner vi också en god portion stolthet; Jag kommer att snubbla oftare i dag, det vet jag, för min blick på den gemensamma jorden kommer inte så lätt att sjunka ner igen snart. Vi har åstadkommit något som ingen kommer att imitera oss så snart; Nu har vi äntligen uppnått det, det stora, stora målet."
Den fjärde föreställningen
Efter de tre bejublade föreställningarna den 10, 13 och 19 juni 1865 begav sig sångarparet till Tegernsee för att koppla av, där Wagner gjorde dem sällskap under några dagar. Den 23 juni fick kungen en förfrågan om att planera in en fjärde föreställning inom åtta till tio dagar. Detta skedde den 1 juli 1865. I sina memoarer från 1883 skriver sångerskan: "Telegrammet försatte min man i den mest fruktansvärda upphetsning, mot vilken jag förblev helt förbryllad, eftersom det var helt nytt för mig i den annars så jämnmodige mannen. På min ängsliga fråga om han mådde dåligt, svarade han med motfrågan: "Och du?" - "Jag är hes, men om det onda mot förmodan skulle upphöra och du framför allt skulle känna dig fri: varför skulle vi inte ta risken en fjärde gång? Så mycket större ära!"
Wagner uppmuntrade sina sångare per brev: "Mitt högt älskade humlepar!, Den som säger A, måste också säga B! – Jag tror att du måste ta det på allvar på lördag. Kungen blir rasande efter denna sista föreställning och fruktar att ju mer den skjuts upp, desto fler nya trakasserier kommer han att skapa. Så han har bett om en fjorton dagars förlängning av din semester (till Dresden) [...] Så jobba för fullt! Följ mitt exempel: ge upp din hypokondri, du får inte ut något av det. Hur mycket trevligare är det inte att kasta sig ut i öknen och äta ofarliga vandrare med ett vrål!"
Alla inblandade var överens om att den fjärde var den mest lyckade föreställningen i serien. Publiken jublade. Hans von Bülow: "Vacker som den vackraste poets dröm." Malvine Schnorr von Carolsfeld: "Det var den mest perfekta föreställningen, och vi var nöjda med oss själva, vilket sällan hände." Wagner: "I den fjärde föreställningen – i den sista akten – greps jag av känslan av helgerånet i denna oerhörda föreställning; Jag ropade: det här är den sista föreställningen av Tristan, och den får aldrig ges igen."
Den 12 juli beordrade kungen en separat föreställning med utdrag ur Wagners viktigaste verk, där Tristan-sångaren tog sig an fyra tenorroller, alla från Wagners verk som ännu inte hade uruppförts. Han spelade rollen som Loge (i ett fragment ur Rhenguldet), Siegmunds Liebeslied (ur Valkyrian), Siegfrieds Heldengesang beim Schmieden des Schwerts (ur Siegfried, som då ännu inte var fullbordad) och Walther von Stolzings aria (ur Mästersångarna i Nürnberg). Den 15 juli 1865 sjöng Ludwig Schnorr von Carolsfeld en annan Wagnerroll, Erik i Den flygande holländaren, redan vid dålig hälsa. Han dog den 21 juli 1865 – bara tre veckor efter den fjärde och sista föreställningen av Tristan och Isolde – vid 29 års ålder. Dödsorsaken kunde inte klarläggas. Samtida rapporter talade om galopperande gikt. Under sina sista timmar blev sångaren yr och sägs ha slitit ut sitt hår. Hans sista ord lär ha varit: "Farväl, Siegfried! Trösta min Richard!» Dödsfallet ledde till spekulationer om att ansträngningen att sjunga rollen som Tristan hade dödat honom. (Stressen att framföra Tristan har också krävt livet av dirigenterna Felix Mottl 1911 och Joseph Keilberth 1968. Båda männen dog efter att ha kollapsat under dirigeringen av operans andra akt.)
Malvina sjönk ner i en djup depression över sin makes död och sjöng aldrig mer, trots att hon levde i ytterligare 38 år. Under några år därefter var det bara en annan man-hustrukombination, Heinrich Vogl och Therese Vogl, som sjöng rollerna.
Andra premiärer
Nästa uppsättning av Tristan skedde i Weimar 1874. Wagner själv ledde en annan uppsättning av Tristan i Berlin i mars 1876, men operan framfördes på hans egen teater vid Festspelen i Bayreuth först efter hans död. Cosima Wagner övervakade uppsättningen 1886, en produktion som blev mycket hyllad.
Den första uppsättningen utanför Tyskland gavs på Theatre Royal, Drury Lane, London 1882. Tristan sjöngs av Hermann Winkelmann, som senare samma år sjöng titelrollen i Parsifal i Bayreuth. Föreställningen dirigerades av Hans Richter, som också dirigerade den första Covent Garden-uppsättningen två år senare. Winkelmann var också den första Tristan i Wien 1883. Den första amerikanska föreställningen gavs på Metropolitan Opera i december 1886 under ledning av Anton Seidl.
År 2005 spelades verket in med Covent Gardens orkester, Antonio Pappano som dirigent och med Plácido Domingo och Nina Stemme i huvudrollerna. Inspelningen benämns allmänt som "den sista studioinspelningen av en komplett opera" och sägs ha kostat omkring 100 miljoner kronor.
Svensk premiär
Den svenska premiären ägde rum på Stockholmsoperan den 11 februari 1909 i regi av Wilhelm Peterson-Berger och den iscensattes åter med premiär den 29 december 1966, samt den 13 mars 2004.

## En opera med inre och yttre handling

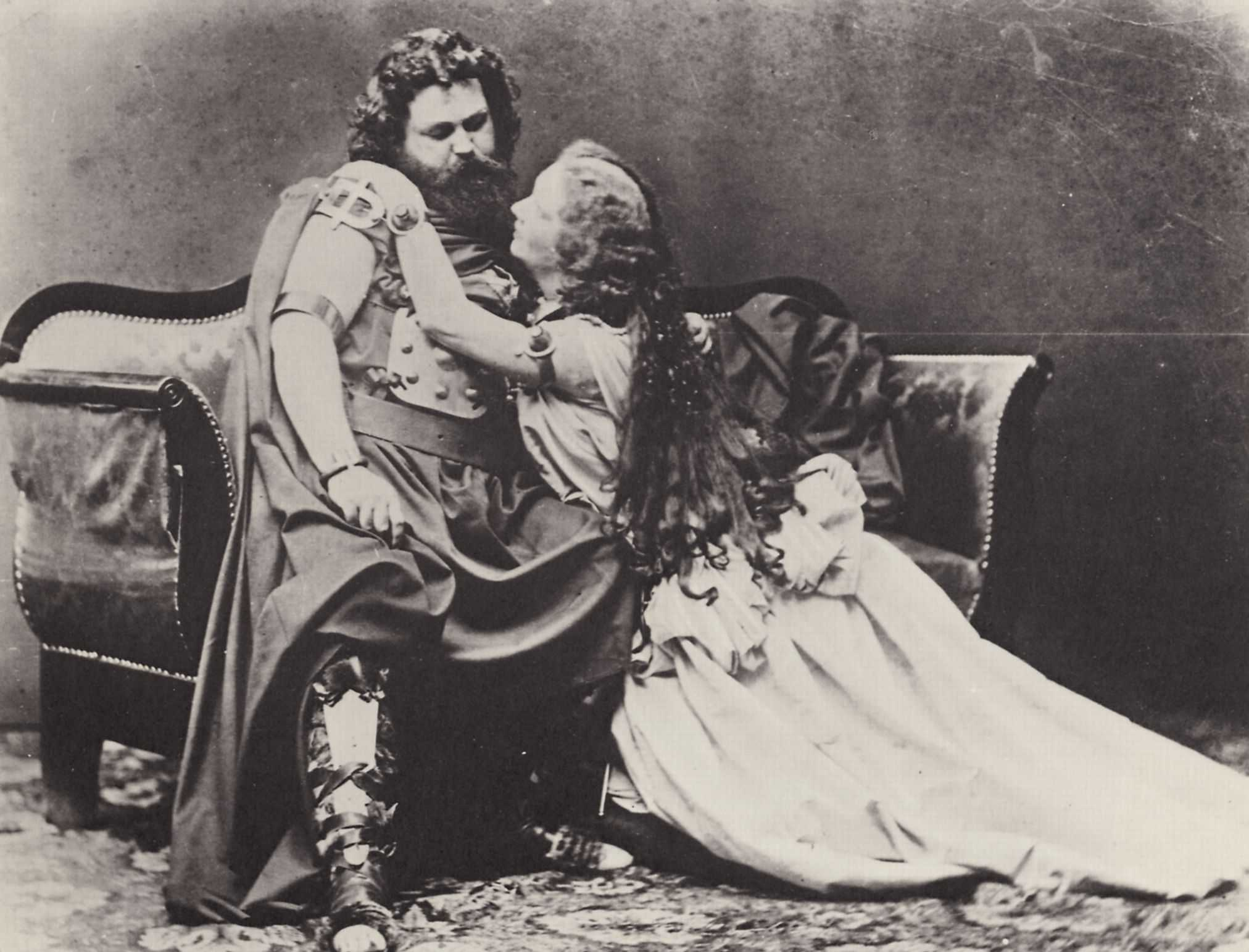
Det äkta paret Ludwig och Malwine Schnorr von Carolsfeld som Tristan och Isolde vid premiären 10 juni 1865. Ludwig dog hastigt 21 juli 1865.

Då formen avviker från en traditionell opera, valde Wagner att kalla verket en handling i tre akter ("eine Handlung in drei Aufzügen"). Med begreppet handling kan Wagner i operan, som är mycket fattig på yttre skeenden, endast mena den inre handlingen. Verkligheten i vilken den yttre handlingen utspelas - den värld av bestämda plikter, av moralisk vandel och heder, i vilken Kurwenal, Marke och Melot "lever och är" - är för Tristan och Isolde blott skenbar. För dem är själens inre rum "den sanna världen". Här blir dagen till en drömsfär, men natten till sanningens sköte.
De yttre handlingsmomenten, det egentliga skeendet saknar historisk färg och inskränker sig till scen- eller aktsluten. Isoldes inbjudan till Tristan, som denne låter Kurwenal avvisa (akt I, scen 2), den plötsliga ankomsten till Cornwall (akt I, slutet), Tristans självmordsförsök och hans tvekamp med Melot (akt II, slutet), Isoldes ankomst, tätt följd av Tristans, samt Melots och Kurwenals död (akt III, sista scenen). De här enkla tilldragelserna äger rum på ett objektivt tidsplan: deras förlopp sker i verklig tid.
Till det subjektiva tidsplanet hör såväl Isoldes dialog med Brangäne som Tristans och Isoldes möte ombord på skeppet och deras förening genom kärleksdrycken (akt I), duetten i kärleksnatten och Markes monolog (akt II, mitten), Tristans "inre" monolog och febersyner samt Isoldes kärleksdöd (akt III, början respektive slutet). Subjektiv tid betyder en uttänjning av ögonblicket. Det sker genom en labyrint av själsliga tilldragelser och psykiska reflexioner till följd av huvudpersonernas - Tristans, Isoldes och Markes - ständiga åberopande av det förflutna. Därigenom griper det förgångna in i samtiden och minnena lamslår dem. Förmågan att handla ersätts av dödslängtan. Hela det här psykiska nätverket sätts i rörelse av musiken, vars medium är den "allvetande" orkestern.

## Tristanackordet
Partituret till Tristan och Isolde har ofta nämnts som en milstolpe i den västerländska musikens utveckling. Genom hela operan använder Wagner en anmärkningsvärd spännvidd av orkesterfärg, harmonik och polyfoni, och gör det med en frihet som sällan finns i hans tidigare operor. Det första ackordet i stycket, Tristanackordet, är av stor betydelse i rörelsen bort från traditionell tonal harmoni när det upplöses i ett annat dissonant ackord:

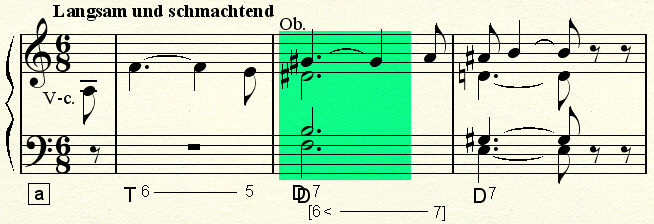
Tristanackordet

Operan är känd för sina många utvidgningar av harmonisk praxis; En viktig nyhet är till exempel den frekventa användningen av två på varandra följande ackord som innehåller tritoner (förminskad kvint eller förstärkt kvint), varav ingen är ett förminskat septimackord (F–B, takt 2; E–A♯, takt 3). Tristan och Isolde är också känd för sin användning av harmonisk suspension – en anordning som används av en kompositör för att skapa musikalisk spänning genom att utsätta lyssnaren för en serie långvariga oavslutade kadenser, vilket inspirerar lyssnaren till en önskan och förväntan på musikalisk upplösning. Även om suspension är ett vanligt kompositionsverktyg (som har använts sedan före renässansen), var Wagner en av de första kompositörerna som använde harmonisk suspension under loppet av ett helt verk. De kadenser som först introduceras i förspelet löses inte förrän i finalen i akt 3, och vid ett flertal tillfällen under operans gång förbereder Wagner publiken för ett musikaliskt klimax med en serie ackord som byggs upp i spänning – bara för att medvetet skjuta upp den förväntade upplösningen. Ett särskilt exempel på denna teknik finns i slutet av kärleksduetten i akt 2 ("Wie sie fassen, wie sie lassen...") där Tristan och Isolde gradvis bygger upp till ett musikaliskt klimax, bara för att få den förväntade upplösningen förstörd av det dissonanta avbrottet av Kurwenal ("Rette Dich, Tristan!"). Musiken upplöses inte förrän alldeles i slutet av operan, efter att Isolde sjungit det avslutande utdrag som brukar kallas "Liebestod" ("Kärleksdöden"), varefter hon sjunker ner, "som om hon vore förvandlad", död på Tristans kropp.
Operan börjar med oändliga vågor av stegring (violonceller, svagt, unisont). Central är en uppåtriktad smäktande gest (som en snyftning), som mynnar ut i ett ackord för träblåsarna. Det här ackordet har gått in i musikhistorien som "Tristanackordet". Den skenbara upplösningen av dissonansen innebär visserligen för ögonblicket en vilopunkt, men helheten förblir ändå öppen och drar till sig ny spänning med magnetisk kraft (en längtan som aldrig stillas). Efter otaliga upprepningar och varianter, får ackordföljden sin upplösning först i "handlingens" sista ögonblick, efter "Isoldes kärleksdöd".
Kromatik (stigande eller fallande halvtonssteg) hade redan Monteverdi, Bach och Mozart använt som ett medel för att höja den emotionella temperaturen. Den hade alltid avtecknat sig mot bakgrunden av en klar tonalitet, som den motverkade mycket kortvarigt, men i och med Wagner användes den så fritt och i så många lager på en gång att den löste upp tonalitetskänslan eller till och med bröt ned den totalt. Detta skulle få vittgående konsekvenser och i Tristan ledde det till en känsla av osäkerhet, för så snart lyssnaren tycker sig höra hur musiken går i en viss riktning, går den samtidigt åt motsatt håll. Det förekommer exempel på liknande processer i Nibelungens ring, men där går de långsammare framåt och mindre rastlöst. Tristans alldeles unika melodik förstärker intrycket av rastlöshet: känslan av lidelsefull trånad som genomsyrar hela operan är delvis ett resultat av de kromatiska dissonanserna och deras krav på upplösning - musiken tycks hela tiden sträva framåt, ibland uppåt. Wagner använder samma grepp i flera instrument samtidigt, inte enbart för effektens skull utan även för att skapa en känsla av harmoniskt gungfly. Detta gäller främst operans andra akt, i stort sett en enda oavbruten kärleksscen som spänner över ett väldigt känsloregister, från den mildaste ömhet till den våldsammaste lidelse.
Tristans tonalitet skulle visa sig vara oerhört inflytelserik i västerländsk klassisk musik. Wagners användning av musikaliska färger påverkade också filmmusikens utveckling. Bernard Herrmanns musik till Alfred Hitchcocks klassiker Studie i brott påminner starkt om "Liebestod", tydligast i uppståndelsescenen. "Liebestod" inkorporerades i Luis Buñuels surrealistiska film L'Age d'Or. Det var dock inte alla tonsättare som reagerade positivt: Claude Debussys pianostycke "Golliwog's Cakewalk" citerar hånfullt operans inledning i en förvrängd form och instruerar passagen att spelas "avec une grande emotion". Debussy var dock starkt influerad av Wagner och var särskilt förtjust i Tristan. Frekventa stunder av Tristan-inspirerad tonalitet kännetecknar Debussys tidiga kompositioner.

## Personer
| Roller                                                           | Röstläge              | Premiärbesättning 10 juni 1865 Dirigen: Hans von Bülow | Svensk premiärbesättning 11 februari 1909 Dirigen: Armas Järnefelt |
| ---------------------------------------------------------------- | --------------------- | ------------------------------------------------------ | ------------------------------------------------------------------ |
| Tristan, en bretonsk adelsman, adopterad arvinge till kung Marke | tenor                 | Ludwig Schnorr von Carolsfeld                          | David Stockman                                                     |
| Isolde, en irländsk prinsessan förlovad med Marke                | sopran                | Malvina Schnorr von Carolsfeld                         | Magna Lykseth-Skogman                                              |
| Brangäne, Isoldes tjänarinna                                     | sopran                | Anna Deinet                                            | Julia Claussen                                                     |
| Kurwenal, Tristans tjänare                                       | baryton               | Anton Mitterwurzer                                     | Martin Oscàr                                                       |
| Marke, Kung av Cornwall                                          | bas                   | Ludwig Zottmayr                                        | Åke Wallgren                                                       |
| Melot, en tjänare, Tristans vän                                  | tenor (eller baryton) | Karl Samuel Heinrich                                   | Sven Nyblom                                                        |
| En herde                                                         | tenor                 | Karl Simons                                            | Olle Strandberg                                                    |
| En styrman                                                       | baryton               | Peter Hartmann                                         | Thor Mandahl                                                       |
| En ung sjömans röst                                              | tenor                 |                                                        | Torsten Lennartsson                                                |
| Skeppsfolk, riddare och väpnare (kör)                            |                       |                                                        |                                                                    |

## Orkesterbesättning
Instrumentering enligt partituret redigerat av Felix Mottl, som i den musikaliska texten motsvarar den första upplagan från 1860 och Wagners autograf: Indikationerna följer inte den moderna sekven av träblåsinstrument – bleckblåsinstrument – stränginstrument, utan placerar de senare överst:
- 1:a och 2:a violiner, viola, celli,  kontrabasar (Die Streichinstrumente sind vorzüglich gut und stark zu besetzen. [Stränginstrumenten skall vara utsökt gjutna i kvantitet och kvalitet.])
- 3 flöjter (en dubblerar på piccolaflöjt), 2 oboer, engelskt horn, 2 klarinetter, basklarinett, 3 fagotter
- 4 valthorn,[45] 3 trumpeter, 3 tromboner,[46] bastuba
- timpani, cymbaler, triangel
- harpa

on-stage
- engelskt horn,[47] 6 valthorn, 3 trumpeter, 3 tromboner

Wagners instruktioner visar att han hade en ovanligt exakt uppfattning om ljud och använde sig av den tidens modernaste instrumentbyggarlandvinningar. Det är också värt att notera att det sista ackordet i "Tristan" inte spelas av alla instrument i tutti. Engelskt horn saknas, vilket lär ha föranlett Richard Strauss att säga: "Saknad av ingen..."

## Handlingen
Operan utspelas ombord på Tristans skepp, i Cornwall och i Bretagne under den tidiga medeltiden.
Akt I

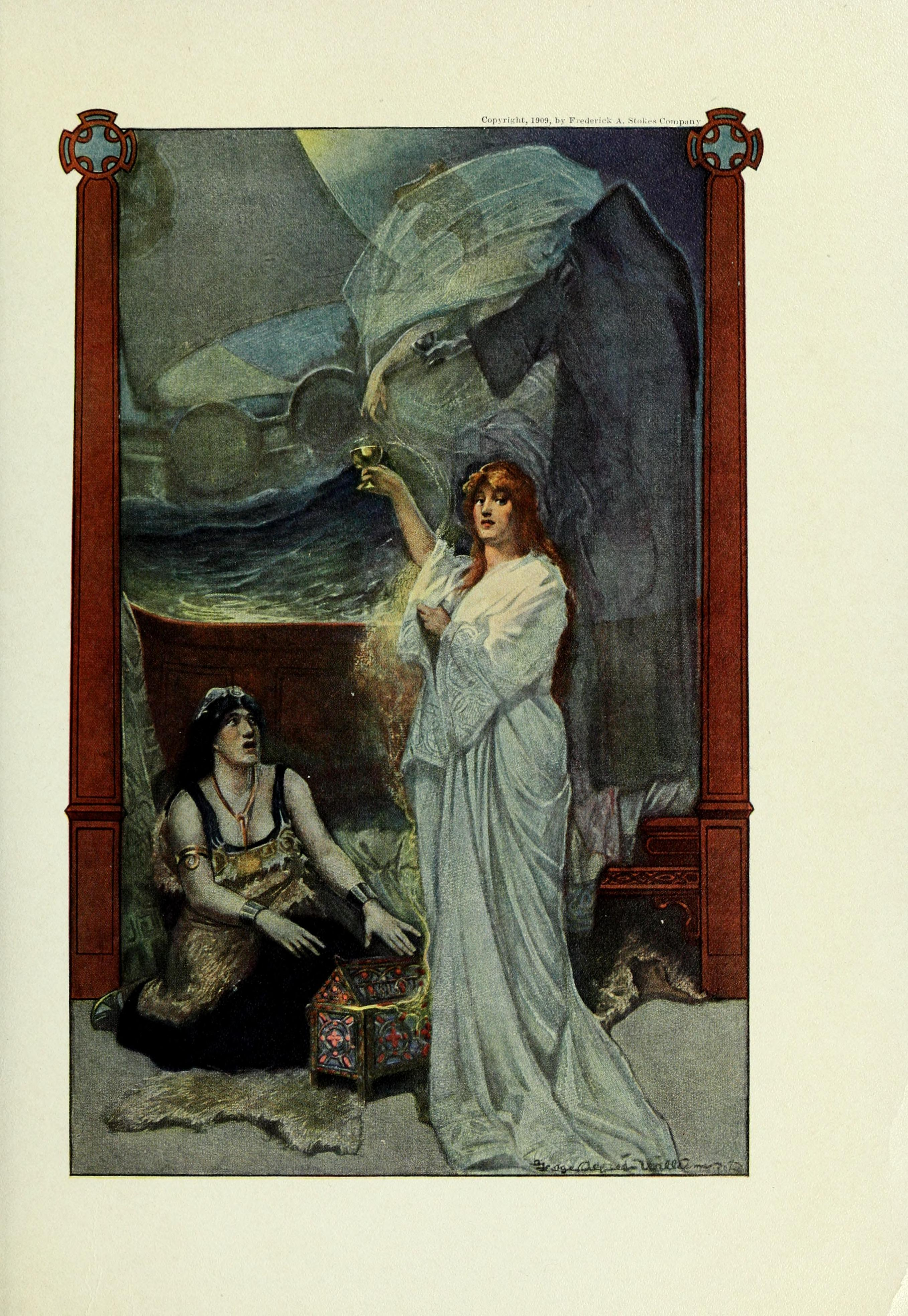
Brangäne, Isolde och Kurwenals skugga i akt I.

Den irländska kungadottern Isolde hemförs som brud till den gamle kung Marke av Cornwall. Hon känner sig förödmjukad över att behöva gifta sig med en vasallkonung, och då en sjöman uppe i masten sjunger en visa som hon uppfattar som ett hån mot henne ("Westwärts schweift der Blick"), far hon upp ("Erwache mir wieder, kühne Gewalt") och ber sin kammarjungfru Brangäne genast kalla dit Tristan ("Befehlen liess' dem Eigenholde").
Brangäne beger sig genast till Tristan, men denne skyller på att han inte har tid. Hans följeslagare Kurwenal hånar Isolde och påminner om hur det var, då den irländske hövdingen Morold kom till Cornwall för att kräva skatt och hur Tristan då dödade honom ("Herr Morold zog zu Meere her"). Den enda skatt Irland fick var Morolds huvud. Bitter och upprörd berättar Isolde till slut för sin kammarjungfru varför denna resa är en sådan skam för henne: för länge sedan drev en båt med en sårad hövding in till den irländska kusten, och Isolde skötte om denne, tills han återvann sin hälsa. Han kallade sig Tantris, men hon förstod snart, att han var Tristan, den hövding som dödat hennes trolovade Morold ("von einem Kahn, der klein und arm"). 
Hon vill stöta en dolk i honom, men då hon såg in i den sårades ögon, förmådde hon inte utföra handlingen ("Er sah' mir in die Augen"). Och nu för samme man henne som brud till en gammal vasallkonung. Brangäne försöker lugna sin härskarinna. När hövdingen är så ståtlig som Tristan, hur skall då inte konungen vara. Och skulle han inte älska henne; hon har ju med sig moderns trolldryck, som hon skall ge honom! I sin sorg ber Isolde Brangäne att hämta trolldrycken, inte den som skapar kärlek, utan dödsdrycken!
Från däcket hörs sjömännens rop. Kurwenal träder in och ber kvinnorna bereda sig på landstigningen ("Auf auf! Ihr Frauen!"). Isolde ger honom beskedet att hon gärna såg att hövdingen bad henne om förlåtelse för det onda han tillfogat henne innan hon går i land. Därefter beordrar hon Brangäne att blanda till dödsdrycken och vänder sig om för att hälsa Tristan som kommer ned från däcket. Tristan vill ge Isolde sitt svärd för att hon skall kunna döda honom som hämnd för att han blev Morolds baneman, men hon vill att de istället skall dricka och på det sätter besegla sin vänskap. Tristan lyfter bägaren till munnen ("Wohl kenn' ich Irland's Königin"), men innan han tömt den rycker Isolde till sig den och sväljer de sista dropparna. I stället för att dö omfamnar de varandra och talar till varandra med kärleksfyllda ord ("Tristan!" "Isolde!"). "Vilken dryck var detta?" frågar Isolde sin kammarjungfru. Brangäne svarar bestört: "Kärleksdrycken."
Akt II

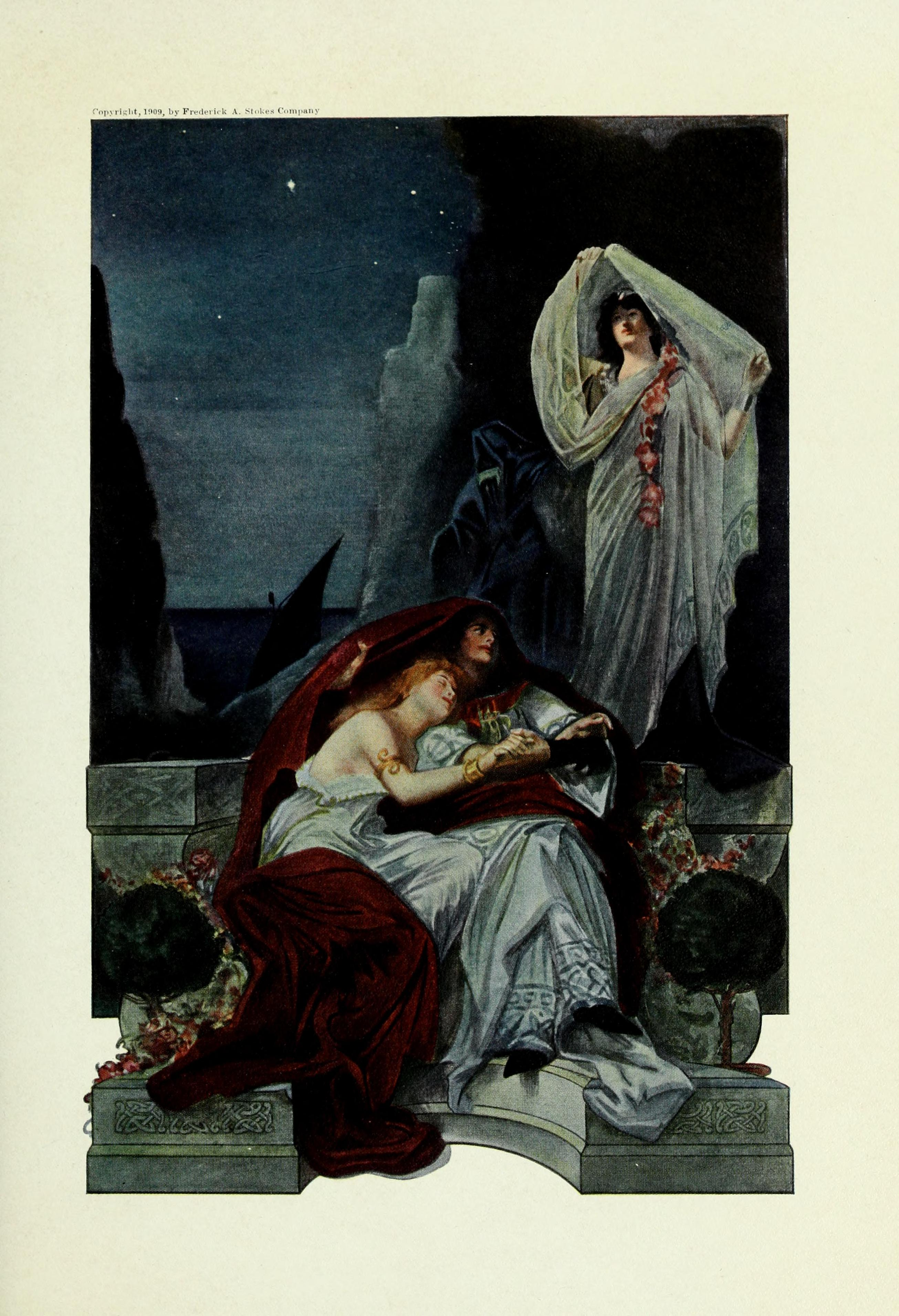
Andra aktens kärleksscen mellan Tristan och Isolde medan Brangäne håller vakt.

En ljus sommarnatt står Isolde och Brangäne ute på slottsterrassen. Kammarjungfrun håller en tänd fackla i handen. Den är ett tecken till Tristan. När den släcks kan han komma. I fjärran hörs hornsignaler från konungens jaktsällskap ("Nicht Hörnerschall tönt so hold"). Brangäne varnar Isolde och menar att jaktsällskapet denna kväll begivit sig ut för att jaga något annat än djur. Tristans vän Melot har för att smickra konungen åtagit sig att spionera på Isolde, och nu har han med säkerhet givit konungen en vink om det nattliga mötet  ("Ein Einz'ger war's, ich achtet' es wohl"). Isolde svarar att kärlekens gud avgör människornas öde, och otålig rycker hon till sig facklan och slänger bort den. Så ber hon Brangäne gå upp i slottstornet för att hålla vakt.
Tristan har sett signalen och kommer uppför slottstrappan. Så följer en scen i vilken de förklarar varandra sin kärlek. De sjunger om den underbara natten, då de får vara tillsammans, och om den grymma dagen som skiljer dem åt ("O sink' hernieder, Nacht der Liebe"). Från vakttornet hörs Brangänes varnande rop ("Einsam wachend in der Nacht"), men Isolde och Tristan vet att om de dör tillsammans kan sedan ingenting skilja dem år. Deras hymn blir alltmer lidelsefull, tills ett skri hörs från vakttornet och Kurwenal störtar in med draget svärd. Han uppmanar Tristan att försvara sig, ty konung Marke och hela hans jaktsällskap befinner sig utanför slottet.
Konung Marke är mer bedrövad än upprörd, då han ser att Melot har haft rätt i sina beskyllningar. Vem kan han nu lita på, när till och med Tristan har svikit honom? ("Mir - dies? Dies, Tristan - mir?") Tristan svarar att han är beredd att gå i döden och att Isolde följer honom vart han än beger sig. Då han böjer sig ned för att kyssa henne störtar Melot mot honom och drar sitt svärd med rop efter hämnd. Tristan vill först försvara sig men sänker sedan sina armar och sårad av Melots svärd faller han till marken.
Akt III
Kurwenal har tagit med sig Tristan hem till sitt slott i Kareol i Bretagne. En herde sjunger en sorgsen melodi och frågar om Tristan är vaken. Kurwenal svarar att endast Isoldes ankomst kan rädda Tristan, och herden erbjuder sig att hålla vakt och hävdar att han kommer att sjunga en glad melodi för att markera ankomsten av vilket skepp som helst. Tristan vaknar ("Die alte Weise – was weckt sie mich?") och beklagar sitt öde – att än en gång befinna sig i dagsljusets falska rike, än en gång driven av en oavbruten och outsläcklig längtan ("Wo ich erwacht' weilt ich nicht"). Tristans sorg tar slut när Kurwenal berättar för honom att Isolde är på väg. Tristan blir överlycklig och frågar om hennes skepp är i sikte, men det enda som hörs är en sorgsen melodi från herdens pipa.
Tristan får ett återfall och minns att herdens sorgsna melodi är densamma som spelades när han fick höra att hans far och mor hade dött ("Muss ich dich so versteh'n, du alte, ernst Weise"). Han rasar än en gång mot sina begär och mot den ödesdigra kärleksdrycken ("verflucht sei, furchtbarer Trank!") tills han utmattad kollapsar i delirium. Efter sitt sammanbrott hörs herden ropa att Isoldes skepp anländer, och när Kurwenal rusar för att möta henne, sliter Tristan bandaget från sina sår i sin upphetsning ("Hahei! Mein Blut, lustig nunna fliesse!"). När Isolde kommer till hans sida dör Tristan med hennes namn på sina läppar.

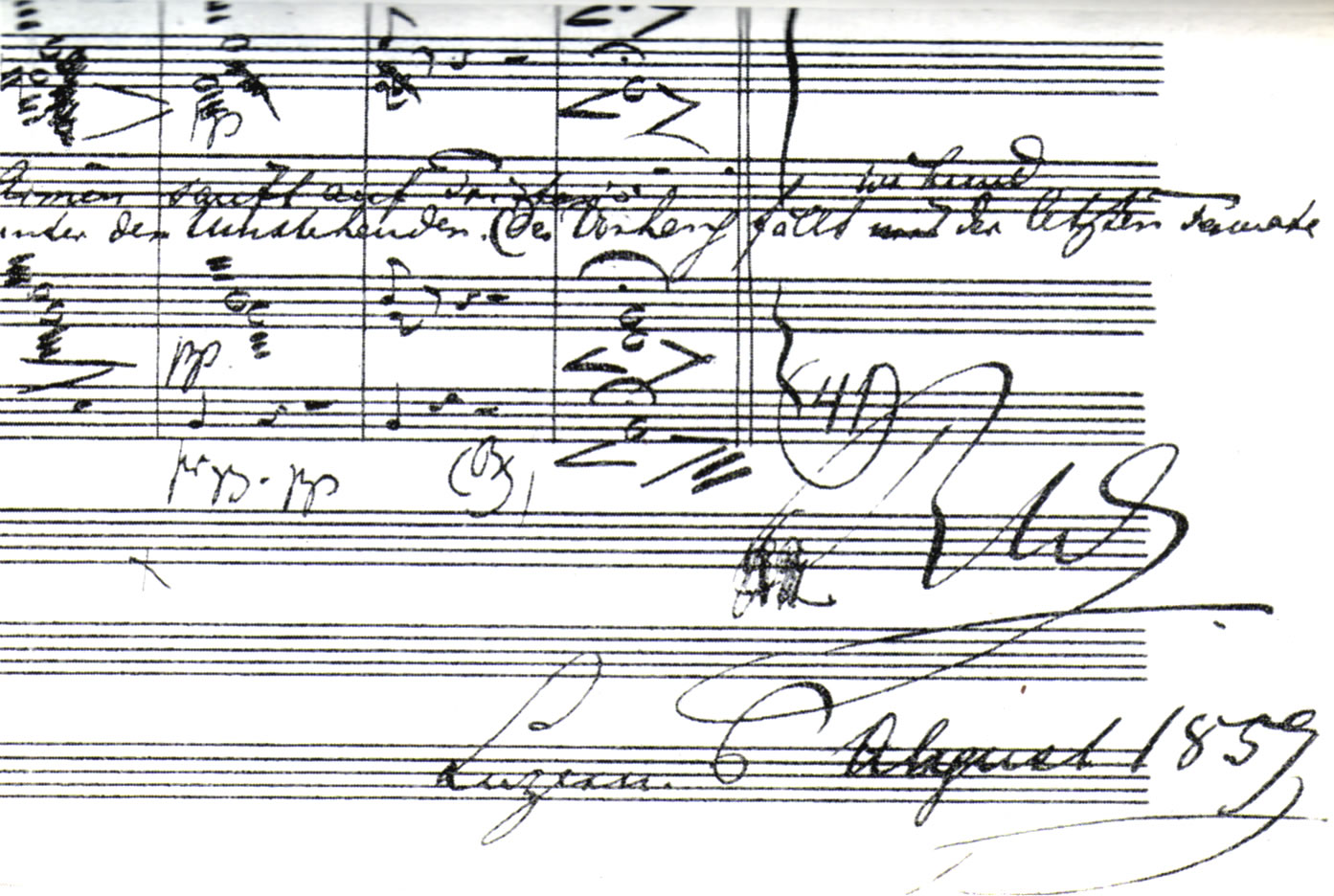
Faksimil av operan sista takter med Wagners handskrift.

Isolde kollapsar bredvid sin avlidne älskare precis när ett annat skepp tillkännages. Kurwenals spioner på Melot, Marke och Brangäne anländer ("Tod und Hölle! Alles zur Hand!"). Han tror att de har kommit för att döda Tristan och i ett försök att hämnas honom attackerar han Melot i ett rasande tempo. Marke försöker stoppa slagsmålet, men förgäves. Både Melot och Kurwenal dödas i striden. Marke och Brangäne kommer till slut fram till Tristan och Isolde. Marke, som sörjer sin "trognaste väns" kropp ("Tot denn alles!"), förklarar att Brangäne avslöjade hemligheten med kärleksdrycken och att han inte hade kommit för att skilja de älskande åt, utan för att förena dem ("Warum Isolde, warum mir das?"). Isolde tycks vakna till liv vid detta och i en sista aria beskriver hon sin vision av Tristan återuppstånden ("Liebestod", "kärleksdöd") och dör:
Mild und leise wie er lächelt,
wie das Auge hold er öffnet –
seht ihr’s Freunde? Säht ihr’s nicht?
Immer lichter wie er leuchtet,
sternumstrahlet hoch sich hebt?
Seht ihr’s nicht?
Wie das Herz ihm mutig schwillt,
voll und hehr im Busen ihm quillt?
Wie den Lippen, wonnig mild,
süßer Atem sanft entweht –
Freunde! Seht!
Fühlt und seht ihr’s nicht?

## Influenser

### Schopenhauer

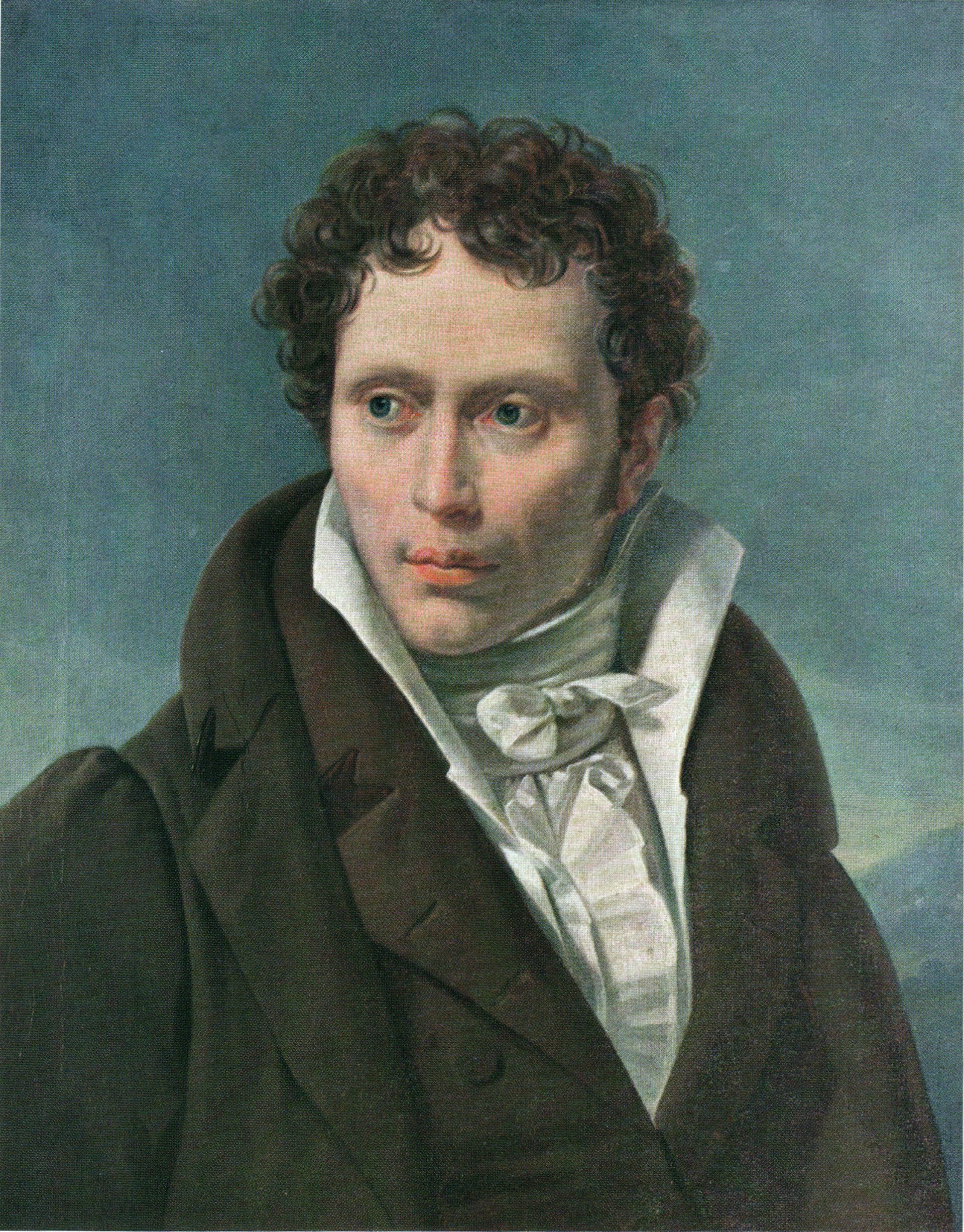
Porträtt av Arthur Schopenhauer (1815) av Ludwig Sigismund Ruhl

Läsningen av Världen som vilja och föreställning av den tyske filosofen Arthur Schopenhauer 1854 påverkade Wagner djupt och utlöste en andlig och konstnärlig omvärdering hos honom. Schopenhauers pessimistiska världsbild, hans betoning av "viljans" överhöghet som den grundläggande kraften i existensen, och hans uppfattning att musiken är den högsta av konsterna eftersom den direkt uttrycker viljan, resonerade djupt med Wagner. Som svar på detta komponerade Wagner verk som Tristan och Isolde och Parsifal, vars libretton genomsyras av Schopenhauers idéer och vars musik dominerar operan. Detta står i kontrast till Wagners tidigare teoretiserande i Das Kunstwerk der Zukunft (1849) om att musik, poesi och drama bör vara i balans och fungera som jämbördiga partners i allkonstverket.
Wagner lägger större vikt vid musiken i Tristan och Isolde, som ofta betraktas som hans mest symfoniskt rika verk. Till skillnad från sina andra operor skrev Wagner en del musik till Tristan innan han färdigställde librettot. Musiken i sig förkroppsligar Schopenhauers koncept om viljan, en kraft som till sin natur är rastlös och aldrig helt tillfredsställd och som driver alla mänskliga drifter och begär, vilket leder till en cykel av längtan och lidande. Wagner fångar detta i operans musikaliska struktur genom sin användning av oupplöst harmonisk spänning och extrem kromatik, vilket skapar en känsla av evig längtan och brist på upplösning. Först i slutet av operan, när Isolde genomgår förvandling och "Kärleksdöd", löses den musikaliska spänningen äntligen upp. Passionen i musiken refereras ofta till som "sensuell" och "erotisk", detta återspeglar inte bara begären hos de otillåtna älskarna utan är också i linje med Schopenhauers ståndpunkt att den sexuella driften är den mest kraftfulla manifestationen av viljan.
Wagner använder metaforerna "dag" och "natt" i andra akten för att beteckna de riken som beboddes av Tristan och Isolde. Dagen representerar den yttre världen av sociala skyldigheter, plikter och begränsningar – förkroppsligad av kung Markes hov, där Tristan och Isolde måste undertrycka sin kärlek och leva i enlighet med samhällets normer och förväntningar. Detta är en värld av falskhet och bedrägeri eftersom det kräver att de förnekar sina sanna känslor. Natten, å andra sidan, representerar den inre världen av sanning, kärlek och autentisk existens, där Tristan och Isolde kan uttrycka sin kärlek fritt och fullständigt. Det är en värld där den yttre världens begränsningar är upphävda, och deras djupaste önskningar kan förverkligas. Men den här världen är också kopplad till döden, eftersom sann uppfyllelse och enhet endast kan uppnås bortom den fysiska världen.
Schopenhauers filosofi skiljer mellan världen som "fenomen" – den värld av framträdanden som formas av våra perceptioner och vårt intellekt – och "Noumenon", som hänvisar till den underliggande verkligheten som inte är direkt tillgänglig för oss men som är existensens sanna essens. Wagner likställer implicit dagens rike med Schopenhauers begrepp om fenomen och nattens rike med begreppet Noumenon.

### Mysticism och spiritualitet

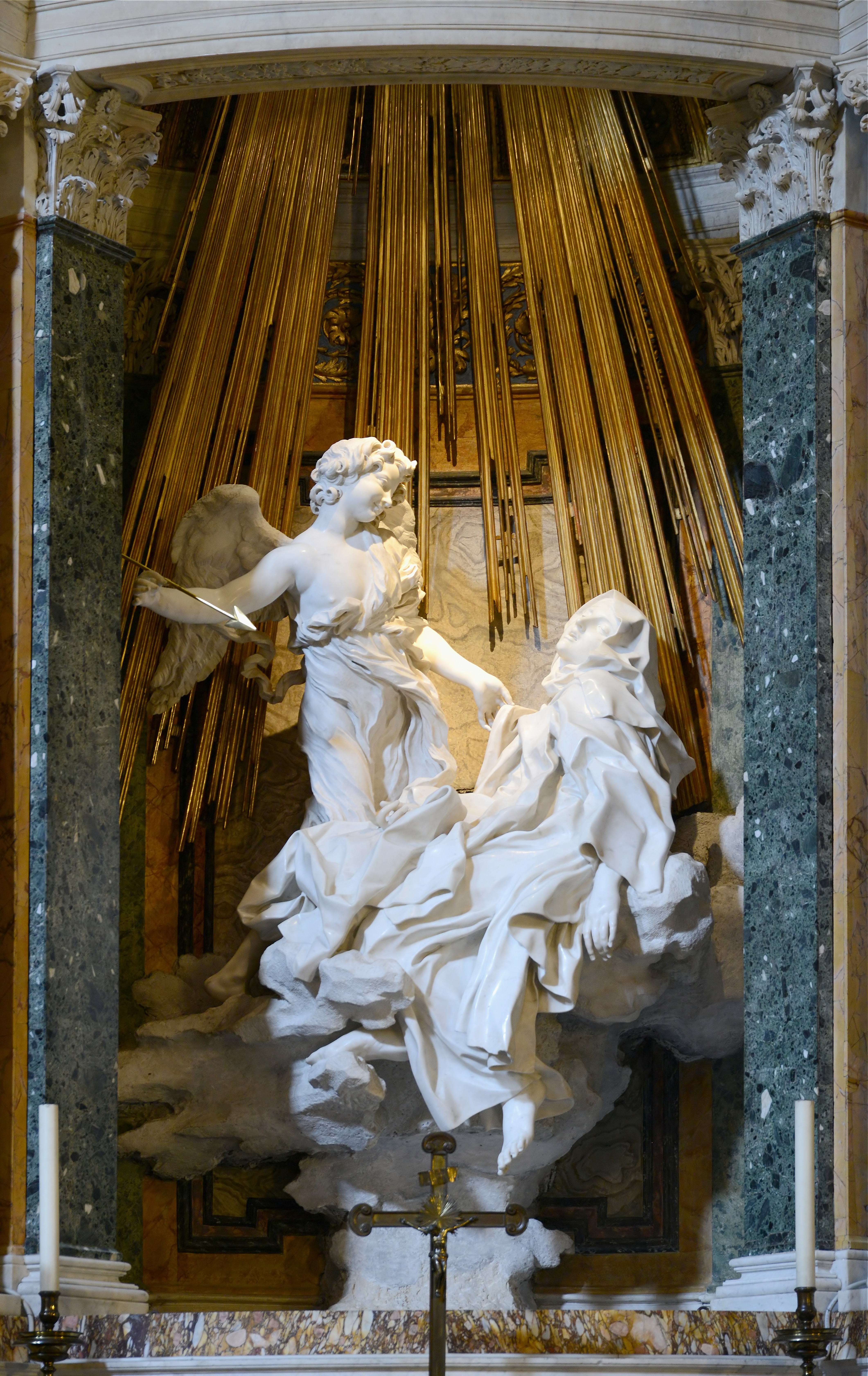
Den heliga Teresas extas (1652) av Gian Lorenzo Bernini. Liksom Berninis skulptur fick mystiken i Wagners operor som Tristan kritik för en "emotionalism av en färg som på en gång är erotisk och religiöst entusiastisk".

Under åren fram till 1857, då Wagner skulle komma att lägga arbetet med Nibelungens ring åt sidan för att i stället fokusera på Tristan och Isolde, dominerades Wagners intresse av andliga frågor. År 1855 vände han sin uppmärksamhet mot indisk religion och läste Eugène Burnoufs Introduction à l'histoire du Bouddhisme indien och hinduiska texter publicerade i Adolf Holtzmanns Indische Sagen. Förutom Tristan kulminerade detta i skapandet av ytterligare två operor vid denna tid, Die Sieger, baserad på den buddhistiska munken Anandas liv, och Parsifal, ett sökande efter den heliga Graalen baserat på den medeltida dikten Parzival av Wolfram von Eschenbach.
Wagner var intresserad av Orienten och redan bekant med islamisk mystik innan han läste Schopenhauer 1854, efter att ha skrivit till sin vän August Röckel i september 1852 och förklarat att den persiske sufipoeten Hafez var "den störste av alla poeter". Schopenhauers diskussion om tyska kristna mystiker, som Meister Eckhart, väckte ytterligare Wagners intresse för mysticism.
När Tristan och Isolde villigt dricker drycken i slutet av första akten men inte dör, öppnas deras ögon för den materiella Dagens illusioner och för Nattens högre andliga insikt. Tristan hyllar den upplysning som drycken åstadkommer i akt 2:
Åh hell drycken! Hell utkastet!
Hylla dess magis magnifika hantverk!
Genom Dödens portar flödade den för mig,
vida och öppna, för mig visade den
det som jag bara drömt om att få se,
Nattens underbara rike!
Mytologen Joseph Campbell beskrev detta ögonblick av att dricka drycken på följande sätt:
... Eftersom [Tristan och Isolde] redan psykologiskt har avsagt sig både kärleken som lust och rädslan för döden, när de dricker och lever och åter ser på varandra, har mayas slöja fallit.
Maya är ett begrepp i de indiska religionerna som hänvisar till den materiella världens framträdande och betecknar en "magisk show, en illusion där saker verkar vara närvarande men inte är vad de verkar", och "döljer den andliga verklighetens sanna karaktär"; den finner sin motsvarighet i Schopenhauers "Fenomen". Tristan fördömer den lögnaktiga "förklädnaden" av dagen och bestämmer sig för att endast längta efter och söka efter den "heliga natten":
Åh, nu är vi med Natten smorda!
Den förrädiska Dagen kunde, med avund i spetsen,
skilja oss från sin förklädnad,
men inte längre lura oss med lögner!
Mitt i Dagens vilseledda virvel
finns det kvar en enda längtan –
längtan efter den Heliga Natten,
där den Alleviges enda sanna
Kärlek skrattar av förtjusning!
Efter att ha uttryckt denna känsla börjar den berömda kärleksduetten i akt 2, "Liebesnacht" ("O sink hernieder, Nacht der Liebe"). Här ägnar sig Tristan och Isolde åt den eviga natten och önskar att dagen aldrig skulle komma igen, istället dör de en transcendental "kärleksdöd" tillsammans som den ultimata fullbordan av deras kärlek. Musiken byggs upp till extatiska, mystiskt upprymda klimax, där de föreställer sig upplösningen av sina individuella egon och sammansmältningen till enhet med varandra och "högsta kärlek":
Tristan du, jag Isolde, inte längre Tristan!
Du Isolde, Tristan I, inte längre Isolde!
Utan att namnge, utan att separera,
nyuppfatta, nyantända;
Oändligt, evigt, Enhetsmedvetande:
ett hjärta som brinner innerligt av den Högsta Kärlekens glädje!
Temat andlig längtan hos Tristan resonerar med de introspektiva och passionerade element som finns i kristen mysticism, särskilt begreppet "unio mystica" – själens förening med det gudomliga. Karaktärens obevekliga strävan efter en idealiserad kärlek som överskrider jordiska gränser och föreställningen om kärlek som leder till en metafysisk förening kan ses som en parallell till den sufiska jakten på "fana", förintelsen av jaget i det gudomligas universella närvaro.
Det avslutande "Liebestod", Isoldes "förvandling" som hon sjunger innan hon dör, väcker hinduiska och buddhistiska känslor. Det tyska ordet för andedräkt, Atem, är etymologiskt besläktat med sanskritordet Ātman, som betyder själ eller evigt jag. Att Isolde sjunker "omedvetet" in i ett tillstånd av salighet är förknippat med det buddhistiska begreppet Nirvana, även om Schopenhauer och Wagner vid den tiden missförstod detta begrepp för att antyda ett tillstånd av icke-vara:
I den gränslösa dyningen,
i det rungande ropet,
i världens andedräkt, flödande i alla!
Att drunkna...
att sjunka...
medvetslös...
Högsta lycka!
Wagnerkännaren John Pohanka har skrivit om de andliga influenserna i Wagners verk och kommenterat att de inte bara bidrar med stoff till librettot, utan hur kraften i den wagnerianska musiken och dramat i sig kan framkalla en omvälvande, obeskrivlig upplevelse hos vissa åhörare som kan jämföras med en mystisk upplevelse.
Med tanke på Schopenhauers inflytande och den uppenbara inramningen av Tristan och Isolde som en tragedi har många anmärkt på operans "pessimism". Om detta skrev den brittiske forskaren George Ainslie Hight 1912:
Sådan är Wagners pessimism: det är den vedanska filosofins pessimism; det vill säga, den är tydligast formulerad i detta system och i Upanishaderna på vilka den vilar, men i själva verket är den den gemensamma grunden för alla religioner. Den andas i Hafiz dikter, i Parmenides, Platons och stoikernas filosofi, i Predikarens djupa visdom, i den medeltida mystiken och i den tidiga kristna kyrkans tro. Buddhismen och kristendomen är båda pessimistiska till sitt ursprung.

## Reaktioner och kritik
En nästan oöverskådlig mängd litteratur har publicerats om historien om operan, inklusive extremt kritiska bidrag. Wagner själv förutsåg detta redan under sitt arbete med verket, vilket framgår av den berömda passagen i hans brev till Mathilde Wesendonck:
'"Barn! Denna Tristan kommer att bli något fruktansvärt! Denna sista akt!! Jag är rädd för att operan kommer att förbjudas – om det hela inte parodieras med dåliga föreställningar – bara mediokra föreställningar kan rädda mig! Fullkomligt bra sådana måste driva folk till vansinne – jag kan inte tänka mig det på något annat sätt. Det var tvunget att komma så här långt med mig!!"
Den 5 juli 1865 års upplaga av Allgemeine musikalische Zeitung rapporterade:
Inte för att skräda orden, det är förhärligandet av den sinnliga njutningen, som luras fram med alla kittlande knep, det är en oavbruten materialism, enligt vilken människan inte har något högre öde än att efter att ha levt turturduvornas liv "försvinna i ljuva dofter, som en fläkt". I detta syftes tjänst har musiken blivit slav under ordet; den mest idealiska av muserna har gjorts för att slipa färgerna för oanständiga målningar ... (Wagner) gör sinnligheten själv till det verkliga subjektet i sitt drama... Vi anser att scenframställningen av dikten Tristan och Isolde är en oanständig handling. Wagner visar oss inte de nordiska sagornas hjältars liv, vilket skulle bygga upp och stärka andan hos hans tyska publik. Vad han däremot presenterar är förstörelsen av hjältarnas liv genom sensualiteten.

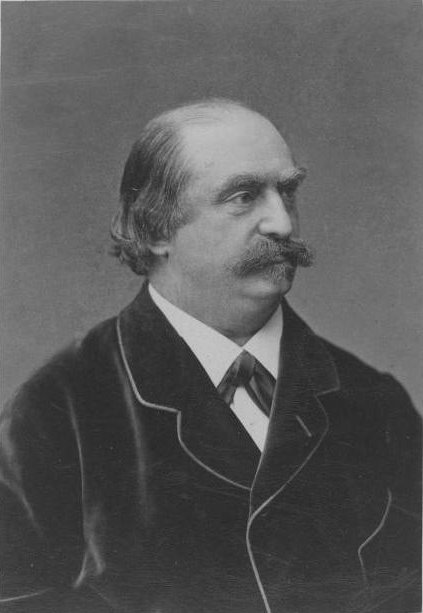
Eduard Hanslick

Eduard Hanslicks reaktion 1868 på förspelet till Tristan var att den "påminner om den gamla italienska målningen av en martyr Erasmus av Formia vars inälvor långsamt rullas upp från hans kropp på en rulle". Den första föreställningen på Drury Lane Theatre i London fick följande respons från tidningen The Era 1882:
Vi kan inte avhålla oss från att protestera mot den dyrkan av den djuriska lidelsen, som är ett så slående drag i Wagners sena verk. Vi medger att det inte finns något så motbjudande i 'Tristan' som i 'Valkyrian', men systemet är detsamma. Lidelsen är ohelig i sig själv och dess framställning är oren, och av dessa skäl gläder vi oss åt att tro att sådana verk inte kommer att bli populära. Om de gjorde det är vi säkra på att de skulle ha en skadlig tendens, och det finns därför anledning att gratulera till det faktum att Wagners musik, trots all sin förunderliga skicklighet och kraft, stöter bort ett större antal än den fascinerar.
Mark Twain, som var på besök i Tyskland, hörde Tristan i Bayreuth och kommenterade: "Jag känner till några, och har hört talas om många, som inte kunde sova efter det, utan grät hela natten. Jag känner mig väldigt malplacerad här. Ibland känner jag mig som den enda vettiga personen i de galnas samhälle; ibland känner jag mig som den blinde mannen där alla andra ser; den ende famlande vilden i de lärdas kollegium, och alltid, under tjänstgöringen, känner jag mig som en kättare i himlen."
Clara Schumann skrev att Tristan och Isolde var "det mest motbjudande jag någonsin sett eller hört i hela mitt liv".
Med tiden blev Tristan mer välvilligt ansedd. I en intervju strax före sin död sa Giuseppe Verdi att han "stod i förundran och skräck" inför Wagners Tristan:
"Det verk som alltid har väckt min största beundran är 'Tristan'. Framför denna gigantiska byggnad grips jag alltid av en rysande häpnad, och till och med nu förefaller det mig otroligt hur en människa kunde föreställa sig och förverkliga den. Jag anser att den andra akten är en av de mest sublima skapelser av sinnet som någonsin skapats. Denna andra akt är underbar, underbar, outsägligt underbar." I Den perfekta Wagnerianen skriver författaren och satirikern George Bernard Shaw att Tristan var "en häpnadsväckande intensiv och trogen översättning till musik av de känslor som åtföljer föreningen av ett älskande par" och beskrev den som "en dikt om förstörelse och död". Richard Strauss, som till en början var avvisande mot Tristan, hävdade att Wagners musik "skulle döda en katt och förvandla stenar till äggröra av rädsla för [dess] ohyggliga disharmonier". Senare blev Strauss dock en del av Bayreuths kotteri och skrev till Cosima Wagner 1892: "Jag har dirigerat min första Tristan. Det var den underbaraste dagen i mitt liv." År 1935 skrev han till Joseph Gregor, en av hans librettister, att Tristan och Isolde var "slutet på all romantik, eftersom den sätter fokus på hela 1800-talets längtan".
Dirigenten Bruno Walter hörde sin första Tristan och Isolde 1889 som student:
Så där satt jag på den översta raden i Berlins operahus, och från det första ljudet av cellospelet drog mitt hjärta ihop sig krampaktigt. Aldrig förr har min själ översvämmats av sådana floder av ljud och lidelse, aldrig hade mitt hjärta förtärts av en sådan längtan och sublim sällhet. En ny epok hade börjat: Wagner var min gud och jag ville bli hans profet.
Arnold Schönberg hänvisade till Wagners teknik att skifta ackord hos Tristan som "fenomen av otrolig anpassningsförmåga och icke-självständighet som strövar omkring, hemlös, bland tangenternas sfärer; spioner som rekognoscerar svagheter; att utnyttja dem för att skapa förvirring, desertörer för vilka uppgivandet av sin egen personlighet är ett mål i sig". Friedrich Nietzsche, som i sina yngre år var en av Wagners trognaste bundsförvanter, skrev att för honom "är Tristan och Isolde hela konstens verkliga opus metaphysicum ... omättlig och söt längtan efter nattens och dödens hemligheter ... den är överväldigande i sin enkla storslagenhet". I ett brev till sin vän Erwin Rohde i oktober 1868 beskrev Nietzsche sin reaktion på Tristans förspel: "Jag kan helt enkelt inte förmå mig att hålla mig kritiskt borta från denna musik; Varje nerv i mig är i rörelse, och det var länge sedan jag hade en så varaktig känsla av extas som med denna ouvertyr". Även efter brytningen med Wagner fortsatte Nietzsche att betrakta Tristan som ett mästerverk: 
Men jag letar än i dag efter ett verk av lika farlig fascination, av en lika ohygglig och ljuv oändlighet som 'Tristan' – jag söker förgäves i alla konstarter. (…) Jag tror att jag bättre än någon annan känner till det monster som Wagner är kapabel till, de femtio världar av sällsamma fröjder som ingen annan än han själv hade vingar för; Och eftersom jag är stark nog att vända även de mest tvivelaktiga och farliga saker till min fördel och på så sätt bli starkare, kallar jag Wagner för mitt livs stora välgörare. Det som vi är besläktade med, att vi har lidit djupare, till och med av varandra, än vad människor i detta århundrade kunde lida, kommer för alltid att föra våra namn samman igen."
Marcel Proust, starkt influerad av Wagner, refererar till Tristan och Isolde och dess "outtömliga upprepningar" genom hela sin roman På spaning efter den tid som flytt. Han beskriver förspelets tema som "kopplat till framtiden, till den mänskliga själens verklighet, av vilken det var en av de mest speciella och utmärkande ornamenten".

## Inspelningar
Tristan och Isolde har en lång dokumenterad historia och de flesta stora Wagnersdirigenter sedan första världskrigets slut har fått sina tolkningar förevigade på skiva. Inspelningsteknikens begränsningar innebar att det fram till 1930-talet var svårt att spela in hela operan, men inspelningar av utdrag eller enstaka akter finns sedan 1901, då utdrag av Tristan fångades på Mapleson Cylinders som spelades in under föreställningar på Metropolitan Opera.
Under åren före andra världskriget ansågs Kirsten Flagstad och Lauritz Melchior vara de främsta uttolkarna av huvudrollerna, och det finns monoinspelningar av detta par i ett antal liveframträdanden ledda av dirigenter som Thomas Beecham, Fritz Reiner, Artur Bodanzky och Erich Leinsdorf. Flagstad spelade in sin del kommersiellt först i slutet av sin karriär 1952, under Wilhelm Furtwängler för EMI, och åstadkom en uppsättning som anses vara en klassisk inspelning.
En annan klassiker efter kriget är framförandet vid Festspelen i Bayreuth 1952 med Martha Mödl och Ramón Vinay under ledning av Herbert von Karajan, som är känt för sina starka, levande karaktäriseringar och som nu finns tillgängligt som liveinspelning. På 1960-talet ansågs sopranen Birgit Nilsson vara den stora Isolde-tolkaren, och hon samarbetade ofta med Wolfgang Windgassens Tristan. Deras framträdande i Bayreuth 1966 under ledning av Karl Böhm fångades av Deutsche Grammophon – ett framförande som ofta hyllas som en av de bästa Tristan-inspelningarna.
von Karajan spelade inte in operan officiellt förrän 1971–72. von Karajans val av en ljusare sopranröst (Helga Dernesch) som Isolde, i kombination med en extremt intensiv Jon Vickers och den ovanliga balans mellan orkester och sångare som von Karajan föredrog, var kontroversiell. På 1980-talet ansågs inspelningar av dirigenter som Carlos Kleiber, Reginald Goodall och Leonard Bernstein mest vara viktiga för tolkningen av dirigenten, snarare än för de ledande artisterna. Uppsättningen av Kleiber är anmärkningsvärd eftersom Isolde sjöngs av den berömda mozartska sopranen Margaret Price, som aldrig sjöng rollen som Isolde på scenen. Detsamma gäller för Plácido Domingo, som sjöng rollen som Tristan och hyllades av kritikerna i EMI:s utgåva 2005 under ledning av Antonio Pappano trots att han aldrig hade sjungit rollen på scen. Under de senaste tio åren har bland annat en studioinspelning med Berlinerfilharmonikerna av Daniel Barenboim och ett live-set från Wiener Staatsoper i Wien under ledning av Christian Thielemann ägt rum.
Det finns flera DVD-produktioner av operan, bland annat Götz Friedrichs uppsättning på Deutsche Oper Berlin med de rutinerade Wagnersångarna René Kollo och Dame Gwyneth Jones i titelrollerna. Deutsche Grammophon gav ut en DVD med en föreställning på Metropolitan Opera med Jane Eaglen och Ben Heppner, dirigerad av James Levine, i en uppsättning iscensatt av Dieter Dorn och en DVD med 1993 års uppsättning vid Festspelen i Bayreuth med dirigenten Daniel Barenboim och med Waltraud Meier som Isolde och Siegfried Jerusalem som Tristan, iscensatt av Heiner Müller. På senare tid har även Barenboims uppsättning på La Scala i Milano, i en uppsättning av Patrice Chéreau, getts ut på DVD. Här finns också en tekniskt bristfällig, men historiskt viktig videoinspelning med Birgit Nilsson och Jon Vickers från ett liveframträdande på Théâtre antique d'Orange 1973 under ledning av Karl Böhm.
För första gången i världen gjorde det brittiska operahuset Glyndebourne 2009 en fullständig digital videonedladdning av operan som finns att köpa på nätet. Föreställningen har Robert Gambill som Tristan, Nina Stemme som Isolde, Katarina Karnéus som Brangäne, Bo Skovhus som Kurwenal, René Pape som Kung Marke och Stephen Gadd som Melot, med Jiří Bělohlávek som dirigent, och spelades in den 1 och 6 augusti 2007.
En föreställning varar vanligtvis cirka 3 timmar och 50 minuter.

## Konsertutdrag och arrangemang
Förspel och Liebestod är en konsertversion av uvertyren och Isoldes aria i akt 3, "Mild und leise". Arrangemanget gjordes av Wagner själv och det uruppfördes 1862, flera år innan den fullständiga operan hade premiär 1865. "Liebestod" kan framföras antingen i en ren orkesterversion, eller med en sopran som sjunger Isoldes vision av Tristan som återuppstått.
Första gången preludiet och dess inledande "Tristan-ackord" hördes offentligt var dock den 12 mars 1859, då det framfördes på Sophieninselsaal i Prag, i en välgörenhetskonsert till förmån för fattiga medicinstudenter, dirigerad av Hans von Bülow, som gav sin egen konsertavslutning för tillfället. Wagner hade godkänt ett sådant slut, men gillade inte vad von Bülow hade gjort med det och skrev senare sitt eget. Wagner inkluderade sedan preludiet i sina egna tre konserter på Théâtre-Italien i Paris i januari-februari 1860.
Wagner kallade preludiet för "Liebestod" (Kärleksdöd) och Isoldes sista aria "Mild und leise" kallade han "Verklärung" (Förvandling). År 1867 gjorde hans svärfar Franz Liszt en pianotranskription av "Mild und leise", som han kallade "Liebestod" (S.447). Han inledde sitt partitur med ett motto på fyra takter ur kärleksduetten i akt 2, som i operan sjungs till orden "Sehnend verlangter Liebestod". Liszts transkription blev välkänd i hela Europa långt innan Wagners opera nådde de flesta platser, och det är Liszts titel på slutscenen som består. Avskriften reviderades 1875.
Wagner skrev en konsertavslutning till kärleksduetten i akt 2 för ett planerat konsertframträdande 1862 som inte blev av. Musiken var försvunnen fram till 1950, då den övergick i privata händer, innan den uppmärksammades av Daniel Barenboim, som förde den vidare till Sir Antonio Pappano. Den första inspelningen av kärleksduetten med konsertens avslutning gjordes år 2000 med Plácido Domingo, Deborah Voigt och Royal Opera House Orchestra  under ledning av Pappano.
En annan tonsättare som bearbetade material från Tristan var Emmanuel Chabrier i hans humoristiska Souvenirs de München – kadriljer över teman från Wagners Tristan och Isolde. Dessa förstärktes och orkestrerades av Markus Lehmann 1988. Leopold Stokowski gjorde en serie rent orkestrala "symfoniska synteser" av Wagners operor under sin tid som dirigent för Philadelphia Orchestra, och gav en konsertpublik tillgång till 1920- och 30-talsmusik som de annars kanske inte skulle ha hört. Han gjorde en "lång version" med musik ur Tristan och Isolde som huvudsakligen bestod av preludiet till akt 1, Liebesnacht från akt 2 och Liebestod ur akt 3. En kortare version av musiken från 2:a och 3:e akten hette "Kärleksmusik från Tristan och Isolde". Han gjorde inspelningar av båda versionerna på 78:or och återigen på LP.
Den brittiske tonsättaren Ronald Stevenson har gjort två arrangemang baserade på operan. Den första är The Fugue on the Shepherd's Air from Tristan und Isolde från 1999. Kompositionen inspirerades av en föreläsning som hölls av Wagners levnadstecknare och ordförande för Wagner Society of Scotland, Derek Watson, som stycket är tillägnat. I ett kontrapunktiskt klimax kombinerar Stevenson både Herdesången och Isoldes "Liebestod". Den andra är en tonsättning, för röster och orgel, av rader från Tom Hubbards berättande dikt på skotska från 1998, "Isolde's Luve-Daith", vars uruppförande ägde rum i Greyfriars Kirk, Edinburgh i mars 2003.
År 2022 gav musikförlaget Edition Peters ut ett arrangemang av Prelude und Liebestod för kammarensemble (12 eller 13 musiker).
Andra verk som baserar sig på operan är:
- Luis Buñuel, Den andalusiska hunden, filmmusik från 1929, Opera Frankfurt, regi Carl Bamberger
- Clément Doucets pianorag Isoldina och Wagneria.
- Hans Werner Henzes Tristan: Préludes für Klavier, Tonbänder und Orchester (1973);
- en "symfonisk samling" Tristan och Isolde: en orkesterpassion (1994) av Henk de Vlieger;
- en sex minuter lång parafras av Enjott Schneider, Der Minuten-Tristan (1996), ursprungligen skriven för 12 pianister vid sex pianon;
- Ett arrangemang av "Prelude und Liebestod" för stråkkvartett och dragspel, skrivet för Dudokkvartetten Amsterdam (2021) av Max Knigge[90]
- Nachtstück (1980–83) för viola och kammarorkester av Volker David Kirchner[91]
- Franz Waxman, Fantasi baserad på teman från operan, för violin och orkester

## I populärkulturen

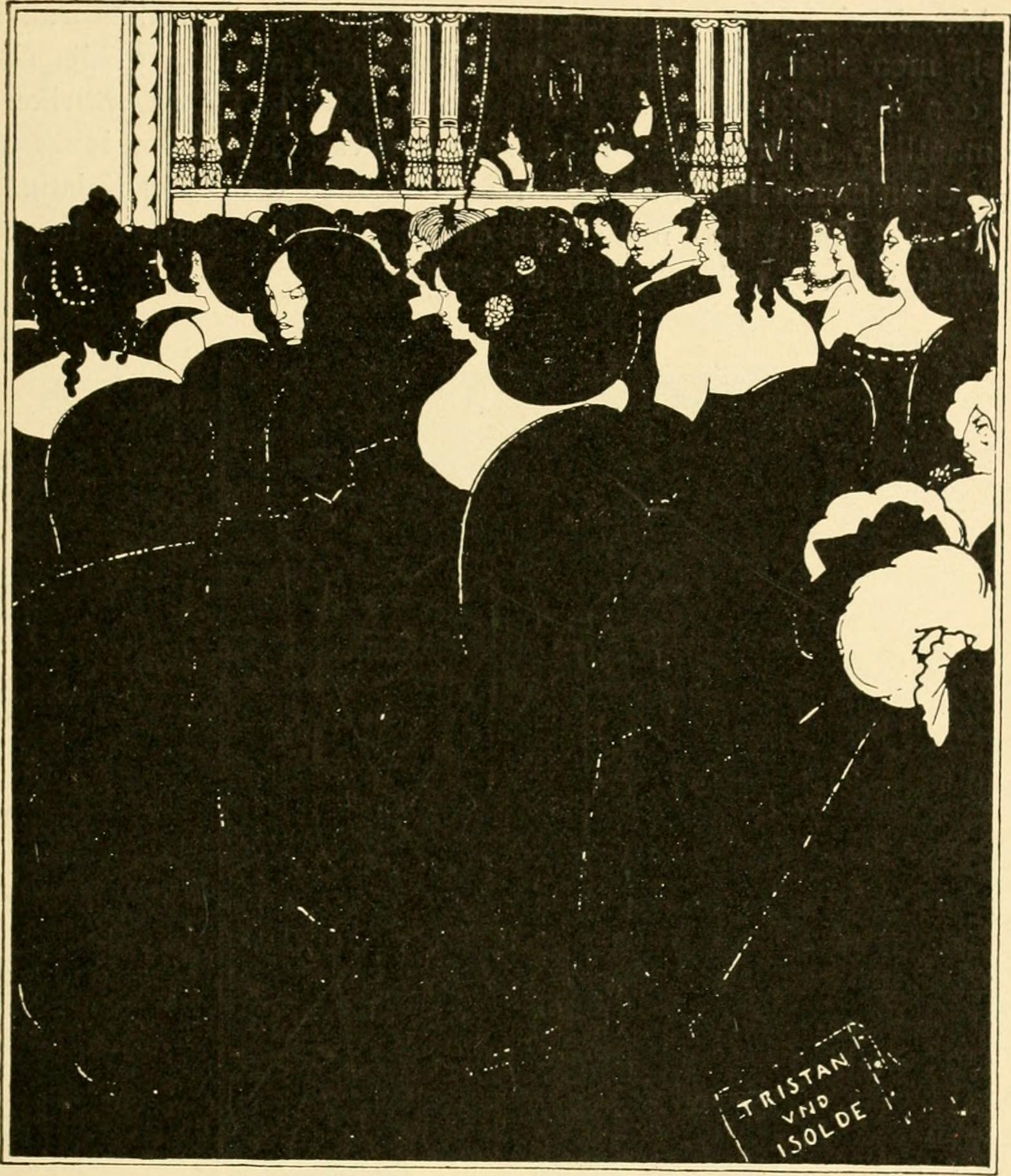
Beardsley: Wagnerianerna

Aubrey Beardsleys tusch- och pennteckning Wagnerianerna visar män och kvinnor med höga frisyrer som bevistar en föreställning av Tristan och Isolde. Teckningen publicerades första gången i Yellow Book, vol III [oktober 1894]. Enligt Stephen Calloway "hade Beardsley ett besatt intresse för Wagner och deltog ivrigt i framförandena av verken i London. Denna skildring av den wagnerianska publiken, snarare än handlingen i den opera som i det fallna programmet identifieras som Tristan och Isolde, är ett av de största mästerverken i Beardsleys manière noire. Sickert påstod sig ha varnat honom för att de teckningar där det svarta området översteg det vita papperet var dömt att misslyckas konstnärligt, och att han hade "övertygat" honom om sanningen i denna estetiska regel. Lyckligtvis verkar Beardsley ha ignorerat rådet." Teckningen finns i Victoria and Albert Museums samling.

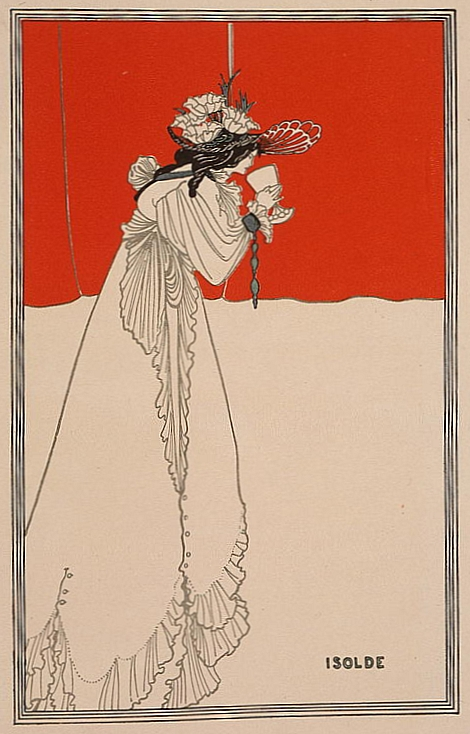
Beardsley: Isolde

Året därpå producerade Beardsley ett tryck som föreställde en stiliserad bild av en kvinna som stod framför ett halvlångt gult draperi, iförd en utsmyckad blommig hatt och hållandes ett stort dryckeskärl för munnen. I det nedre högra hörnet finns ordet "ISOLDE". Isolde reproducerades för första gången i färglitografi (rött, grönt, grått och svart) som ett komplement till Ateljén, oktober 1895. Teckningen (i gult, svart och vitt) finns i Victoria and Albert Museums samling.
Operan utgör bakgrunden till Horacio Quirogas berättelse om förlorad kärlek, "La muerte de Isolde" (Isoldes död) ur hans samling Cuentos de amor de locura y de muerte (1917).
I Alfred Hitchcocks film Fåglarna från 1963 visas en inspelning av Tristan på en framträdande plats i scenen där Annie (Suzanne Pleshette) uppgivet avslöjar sin obesvarade kärlek till Mitch för Melanie (Tippi Hedren). För Camille Paglia innebär det visuella inkluderandet av LP-omslaget, med operans "tema om självbränning genom dömd kärlek" att Annie är en övergiven romantiker.
Dalit Warshaws konsert för piano och orkester, Conjuring Tristan, bygger på operans ledmotiv för att stöpa om berättelsen och de dramatiska händelserna i Thomas Manns roman Tristan genom Wagners musik. Warshaw inspirerades av utvecklingen i Manns förmedling av Tristan-legenden, där en före detta pianists kärlek till musik återuppväcktes av operans partitur.
Lars von Triers film Melancholia från 2011 har en framträdande plats med musik från förspelet.
Det berömda "Liebestod" används i soundtracket till det tredje avsnittet av den första säsongen av TV-serien The Crown.

### Musikhändelser
En av Birgit Nilssons största rollprestationer var som Isolde. 1959 gjorde hon sin Metropolitandebut i Tristan och Isolde och föreställningen hade av tidningarna fått utmärkelsen The Best Show on Broadway. Vid den tredje föreställningen insjuknade både tenoren och reservtenoren. Problemet löstes av operachefen Rudolf Bing. Ingen av tenorerna kunde genomföra hela operan, så de fick sjunga en akt var. Ramón Vinay sjöng akt I, Karl Liebl akt II, och Alberto da Costa (Bing hade enligt Nilssons memoarer "sparat den mulligaste till sist, för att fru Nilsson skall få något mjukt att sjunka ned på, efter Kärleksdöden") sjöng akt III. Nilsson tillägger att det sista var ju förutseende eftersom da Costa endast kunde akt III! 
Tenoren Jon Vickers sjöng Tristan under många år. Under en föreställning, förevigat i en piratinspelning, stördes Vickers så av hostningar från en i publiken att han irriterat skrek "Shut up with your damn coughing!" ("Håll tyst med ditt jävla hostande!"). Händelsen inträffade i början av akt III då endast Kurwenal och herden sjunger, medan Tristan ligger till synes medvetslös. 
I Gottfrid från Strassburgs versroman Tristan och Isolde återfinns den versrad som sedan har omvandlats till citatet "Vända kappan efter vinden":
Man sol den manten kêren
als ie die winde sint gewant
Raden syftar på den äldre, löst hängande kappan utan ärmar, som vanligen bars endast på den vänstra axeln, men som i blåsväder kunde flyttas över, så att vinden inte blåste in i kappan.

## Diskografi (urval)
- 1928; Karl Elmendorff; Gunnar Graarud (Tristan), Nanny Larsen-Todsen (Isolde), Anny Helm (Brangäne), Ivar Andresen (König Marke), Rudolf Bockelmann (Kurwenal); Orchester der Bayreuther Festspiele (erste, allerdings etwas gekürzte, Gesamtaufnahme der Oper. Aufgenommen im Festspielhaus, aber ohne Publikum. Ursprünglich auf 19 Columbia-Schellackplatten veröffentlicht.)
- 1936 (live); Fritz Reiner; Lauritz Melchior, Kirsten Flagstad, Sabine Kalter,  Emanuel List,  Herbert Janssen; Orchestra of the Covent Garden Opera  (Naxos u. a.)
- 1937 (live); Thomas Beecham; Lauritz Melchior, Kirsten Flagstad, Margarete Klose/Karin Branzell (3. Akt), Sven Nilsson,  Herbert Janssen/Paul Schöffler (3. Akt),  London Philharmonic Orchestra (Immortal Performances u. a.)
- 1938 (live); Arthur Bodanzky; Lauritz Melchior, Kirsten Flagstad, Karin Branzell, Emanuel List, Julius Huehn;  Metropolitan Opera Orchestra (Sony)
- 1941 (live); Erich Leinsdorf; Lauritz Melchior, Kirsten Flagstad, Kerstin Thorborg,  Alexander Kipnis, Julius Huehn;  Metropolitan Opera Orchestra (Gebhardt u. a.)
- 1943  Robert Heger; Max Lorenz, Paula Buchner, Margarete Klose, Ludwig Hofmann, Jaro Prohaska; Staatskapelle Berlin (Rundfunk-Studio-Aufnahme) (Preiser 90243 u. a.)
- 1943 (live); Erich Leinsdorf; Lauritz Melchior, Helen Traubel, Kerstin Thorborg,  Alexander Kipnis, Julius Huehn; Metropolitan Opera Orchestra and Chorus  (Naxos 8.110008-10)
- 1950 (live); Hans Knappertsbusch; Günther Treptow, Helena Braun,  Margarete Klose, Ferdinand Frantz, Paul Schöffler, Bayerisches  Staatsorchester (Orfeo)
- 1950 (live); Fritz Reiner; Ramón Vinay, Helen Traubel, Blanche Thebom, Sven Nilsson, Paul Schöffler; Metropolitan Opera Orchestra (Walhall)
- 1952 (live); Erich Kleiber; Günther Treptow, Helena Braun, Margarete Klose, Ferdinand Frantz, Rudolf Großmann; Bayerisches Staatsorchester (Walhall u. a.)
- 1952 (live); Herbert von Karajan; Ramón Vinay (Tristan), Ludwig Weber (Marke), Hans Hotter (Kurwenal), Martha Mödl (Isolde), Ira Malaniuk (Brangäne); Orchester der Bayreuther Festspiele (Walhall u. a.)
- 1952; Wilhelm Furtwängler; Ludwig Suthaus, Dietrich Fischer-Dieskau, Josef Greindl, Kirsten Flagstad, Thebom; Philharmonia Orchestra (EMI u. a.)
- 1961; Georg Solti; Birgit Nilsson, Fritz Uhl, Regina Resnik, Tom Krause, Arnold van Mill, Ernst Kozub; Wiener Philharmoniker (Decca)
- 1966 (live); Karl Böhm; Wolfgang Windgassen, Eberhard Waechter, Martti Talvela, Birgit Nilsson, Christa Ludwig; Orchester der Bayr. Festspiele (DGG)
- 1972; Herbert von Karajan; Jon Vickers, Walter Berry, Karl Ridderbusch, Helga Dernesch, Ludwig; Berliner Philharmoniker (EMI)
- 1974 Carlos Kleiber; Catarina Ligendza; Helge Brilioth; Kurt Moll; Orchester der Bayreuther Festspiele
- 1981 Reginald Goodall; Mitchinson, Joll, Howel, Gray, Wilkens; Welsh NO Orchestra (Decca)
- 1982; Carlos Kleiber; René Kollo, Dietrich Fischer-Dieskau, Kurt Moll, Margaret Price, Brigitte Fassbaender; Staatskapelle Dresden (DGG)
- 1982; Leonard Bernstein; Peter Hofmann, Bernd Weikl, Hans Sotin, Hildegard Behrens, Minton; Symphonieorchester des Bayerischen Rundfunks (Philips)
- 1998 (DVD); Zubin Mehta; West, Weikl, Moll, Waltraud Meier, Marjana Lipovsek; Bayer. Staatsorchester (Arthaus)
- 1995; Daniel Barenboim; Siegfried Jerusalem, Struckmann, Matti Salminen, Meier, Lipovsek, Berliner Philharmoniker (Teldec)
- 2003 (live); Christian Thielemann; Thomas Moser, Robert Holl, Dickie, Deborah Voigt, Lang; Orch. der Wiener Staatsoper (DGG)
- 2004; Antonio Pappano; Plácido Domingo, Olaf Bär, René Pape, Nina Stemme, Fujimura, Orchestra of the Royal Opera House Covent Garden (EMI)
- 2011 (DVD); Daniel Barenboim; Waltraud Meier, Siegfried Jerusalem, Matthias Hölle, Orchester der Bayreuther Festspiele (DG)